# Fehér gólya
A fehér gólya (Ciconia ciconia) a gólyaalakúak (Ciconiiformes) rendjébe, ezen belül a gólyafélék (Ciconiidae) családjába tartozó nagy testű és elterjedési területén általánosan ismert gázlómadár. A köznyelvben erre a madárfajra értik a közismert gólya kifejezést. Népi elnevezései gilice, cakó (családnévben Czakó), koszta, gagó és eszterág. Fehéroroszország és Litvánia hivatalos madara, azonkívül a szlovéniai Muravidéken is egyfajta regionális nemzeti szimbólum-ként tekintenek rá. A Magyar Madártani és Természetvédelmi Egyesület 1980-ban, 1981-ben, 1994-ben és 1999-ben az év madarává választotta. A magyar nép kedvelt madarának érdekessége, hogy a költöző gólyák vándorlása egybeesik a két legnagyobb magyar nemzeti ünnep időpontjával, mert a magyarországi költőhelyükre március 15. körül érkeznek meg, illetve a telelőhelyeikre augusztus 20. körül indulnak el nagy csoportjaik Afrikába. Vonulásuk során kihasználják a felszálló meleg légáramlatokat, ezért elkerülik a nagyobb zárt erdőségeket és a tengereket is. A műholdas követések révén a madártani szakemberek szerint, többségük hagyományos módon Afrika középső régiójában, elsősorban Csádban és Szudánban telel, de néhány példány a Dél-Afrikai Köztársaságig is elrepül.
Európában és Ázsiában elterjedt, de élőhelyein egyre fogyatkozó madárfaj. Tollazata nagyrészt fehér, de szárnyainak végeit fekete tollak borítják. Lába hosszú, csőre hosszú, hegyes és piros. Ragadozó madár, és sokféle fajt fogyaszt; zsákmányol rovarokat, halakat, kétéltűeket, hüllőket, kisebb emlősöket és madarakat. Monogám, de a párok nem maradnak együtt egész életükben; a pár együtt építi a fészket gallyakból, amit azután évekig használnak. A tojó rendszerint négy tojást rak, melyek 33-34 nap múlva kelnek ki. A szülők felváltva kotlanak és mindketten táplálják fiókáikat. A fiókák 58-64 napos korukban repülnek ki, ezután a szülők még 7-20 napig etetik őket. A délre költöző fehér gólyák útvonala Libanonon keresztül vezet, ahol a költöző madarakat tömegesen lövik le a szórakozó sportvadászok.
Az IUCN szerint nem veszélyeztetett. A középkorban az ember megtelepedése és erdőirtása kedvezett a fajnak, de a termelés módjának megváltozása és az iparosodás ahhoz vezetett, hogy a fehér gólya Európa egyes részeiről eltűnt a 19. században és a 20. század elején. A fajmegőrző programok és az újratelepítések miatt ma ismét megtalálható Hollandiában, Belgiumban, Svájcban és Svédországban. Vannak természetes ragadozói, és élősködők gazdája is lehet. Tollazatában rágótetvek telepedhetnek meg, és a fészekben atkák rejtőzhetnek.
Elterjedési területének számos részén meséket, regényeket ihletett, valamint közkeletű hiedelmeket, például azt, hogy ő hozza a kisbabát.

## Elterjedése

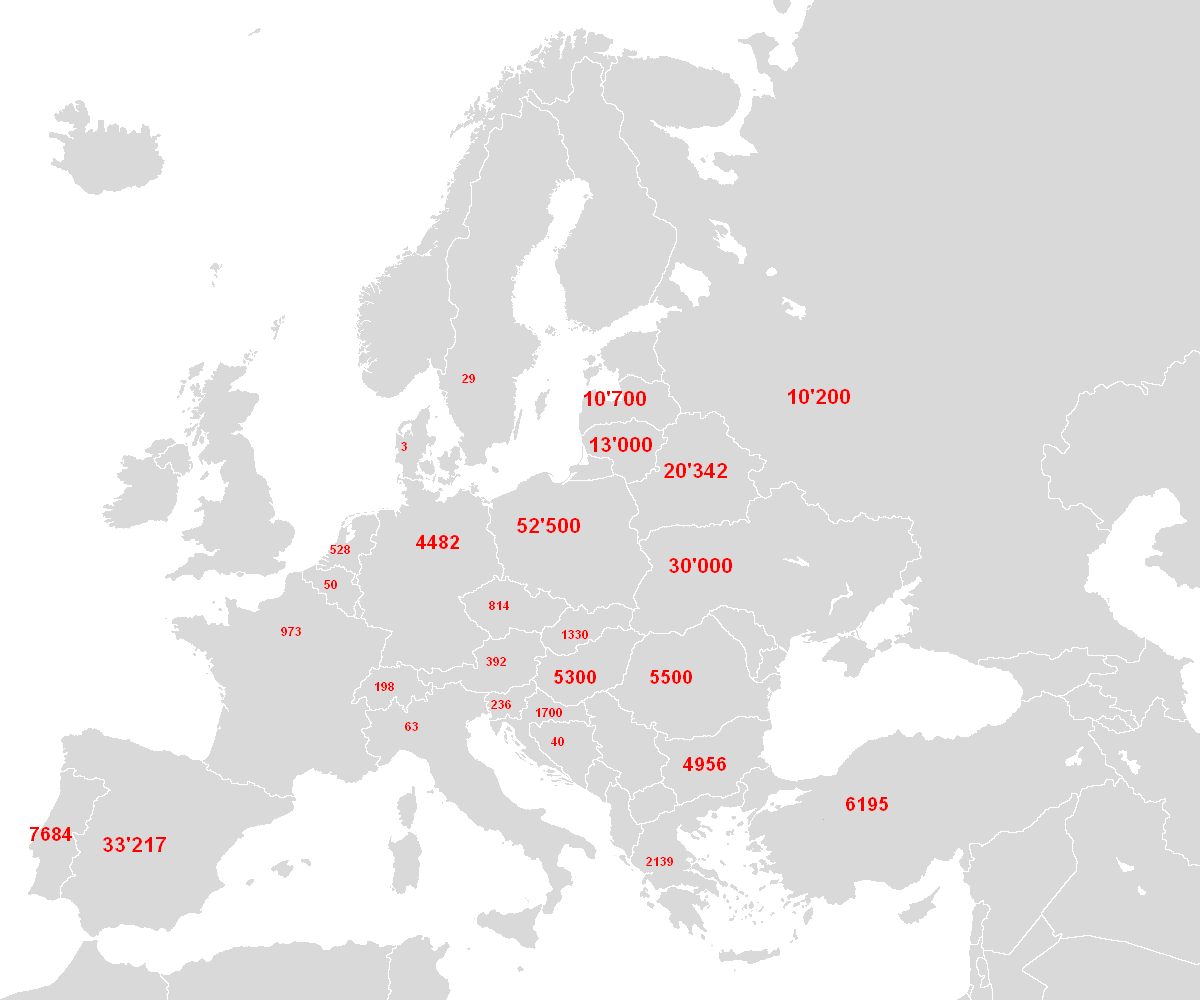
Europai elterjedése 2004/2005-ben

Szinte egész Európában (kivéve Skandináviát, és a Brit-szigeteket), Észak-Afrikában és Kis-Ázsiában elterjedt. Elsősorban a sík- és dombvidékek madara, a 250 m tengerszint feletti magasság alatti területeken mindenhol előfordul. Korábban hosszú ideig nem élt Francia- illetve Olaszországban sem. Jelenleg Franciaországban főleg Elzász-Lotharingiában, amelynek "nemzeti madara", 1983 óta történt erőfeszítések hatására már többszáz példány fészkel rendszeresen. 2019-ben Charente-Maritime megyében például 520 pár. Olaszországban évente kb. 200 példány fészkel. ( Piemont, Lombardia, Veneto, Friuli-Venezia Giulia, Emilia-Romagna, Toszkána, Campania, Calabria, Puglia, Szicília és Szardínia tartományokban.)
Az európai fehér gólyáknak két nagyobb populációjuk van, a délnyugati Spanyolországban, Portugáliában, Algériában és Marokkóban, és a keleti, ami nagyjából Közép- és Kelet-Európát fedi le Németországtól a Volgáig és Törökországig. A névadó alfaj költőterülete nagy, de szétszórt. Az összes fehér gólya állományának 25%-a Lengyelországban összpontosul. A középkorban az ember tevékenysége segíthette terjedését, amikor is az erdőket kiirtották, hogy helyükön legelőket és szántóföldeket alakítsanak ki. Akkoriban Európa nagy részén elterjedt, és egészen Svédországig szaporodott. Ritka vendég a Brit-szigeteken, ahol minden évben körülbelül 20 madarat látnak, de nem regisztrálnak fészket. 1416-ban a skóciai Edinburgh Szent Egyed-katedrálisának csúcsán fészkelt egy pár.
A 19. század elején számuk fogyatkozni kezdett az új termelési módszerek és az iparosodás miatt. Sok országból eltűnt; ma legfőbb élőhelyei Spanyolország, Lengyelország és Ukrajna. Az Ibériai-félszigeten délnyugaton összpontosul elterjedési területük, de számuk itt is megfogyatkozott az emberi hanyagság és a rovarirtó szerek használata miatt. Az 1970-es évektől azonban Félix Rodríguez de la Fuente televíziós ismeretterjesztésének köszönhetően beindult a védelmi mozgalom, aminek jótékony hatásai megmutatkoztak az 1980-as években. Egy 2005-ös tanulmány szerint Lengyelországban a déli magasföldeken, Podhale régióban terjeszkednek a fehér gólyák, akik először 1931-ben költöttek itt, aztán egyre magasabb térszínű helyeken raktak fészket, amíg 1999-ben el nem érték a 890 méteres tengerszint feletti magasságot. A szakértők ezt a globális felmelegedésnek tulajdonítják. Nyugat-Lengyelországban, Poznań tartományban a 20. század utolsó 12 évében 10 nappal korábban kezdtek szaporodni, mint a 19. század végén.
Az ázsiai populáció mindössze 1450 egyedből áll, és az Aral-tótól Hszincsiangig (Északnyugat-Kína) költenek. Hszincsiang gólyanépessége feltehetően kihalt az 1980-as években. A vonulási utak a faj elterjedési területeit Afrika nagy részére és Indiára is kiterjesztik. Egyes populációk Izrael fölött húznak át Afrika középső és keleti részébe.
1933-tól Dél-Afrikában is regisztráltak fészkeket Calitzdorpban. Bredasdorp környékén mintegy 10 madár szaporodik az 1990-es évektől. Az Indiában telelő fehér gólyák többsége az ázsiai populációhoz tartozik. Az 1900-as években akár 200 egyedből álló rajokat is megfigyeltek tavaszi vonuláskor a Kuram-völgyben. Azonban találtak Németországban gyűrűzött fehér gólyát is Nyugat- (Bikaner) és Dél-Indiában (Tirunelveli). Elterjedési területének keleti részén, Indiában láttak piros szemgödrű példányt is. A piros szemgödör azonban a vele közeli rokonságban levő feketecsőrű gólyára jellemző, így a bizonytalanságok tisztázása végett az indiai gólyákat tovább kell tanulmányozni. A költőterületektől északra Finnországon, Norvégián, Svédországon, Nagy-Britannián, Írországon, Izlandon át is vonulnak, vagy kóborolnak, és nyugaton az Azori-szigeteken és Madeirán is megpihennek utazás közben. Újabban Nyugat-Oroszország felett is repülnek.

## Nevének eredete
A „gólya” szót a magyar nyelv történeti-etimológiai szótára (TESz.) hangfestő eredetűnek tartja. Más lehetőség szerint a török nyelvek „madár” jelentésű szavainak prototürk alakja *kul volt, ezt támasztja alá a csuvas кайăк (madár) is. A szó írásmódja eleve egy eredeti palatális l-re utal.

## Élőhelye
A fehér gólya táplálkozáshoz leginkább nyílt füves területeket, mezőket, sekély vizeket keres fel. A magas füves területet és az erdőt kerüli. Csernobil környékén az 1986-os baleset után állománya megritkult, mert a művelt területeket visszahódította a magas füves bozót.
Lengyelország egyes vidékein a táplálékhiány miatt szeméttelepeken is keresgél. Szeméttelepen látták továbbá a Közép-Keleten, Spanyolországban, Észak- és Dél-Afrikában.
Nagyobb számban nyílt füves területeken szaporodik. Leginkább az erdőszéleket kedveli, azok közül is azokat, amelyek az év legalább egy részében el vannak árasztva. Nem kedveli a magas növényzetet, például az erdők belsejét. Örményországban 2000 m-es tengerszint feletti magasságú területen is találtak fészket. Megtelepszik szavannán, sztyeppén, mezőkön, vizes helyeken, művelt földeken, de kerüli a trópusi erdőket. A középkorban az ember tevékenysége segíthette terjedését, amikor is az erdőket kiirtották, hogy helyükön legelőket és szántóföldeket alakítsanak ki. Akkoriban Európa nagy részén elterjedt, és egészen Svédországig szaporodott. Ritka vendég a Brit-szigeteken, ahol minden évben körülbelül 20 madarat látnak, de nem regisztrálnak fészket.
Napjainkban a fehér gólyák állományának jelentős része az ember közelében, a települések villanyoszlopain, épületek kéményén fészkel. Ennek elősegítésére műfészkeket szereltetnek a madárvédők a villanyoszlopokra, amelyek segítségével újabb fészkek építésére veszik rá a madarakat, és elkerülik az általuk okozott rövidzárlatokat a villamosenergia-hálózatban.

## Rendszertana

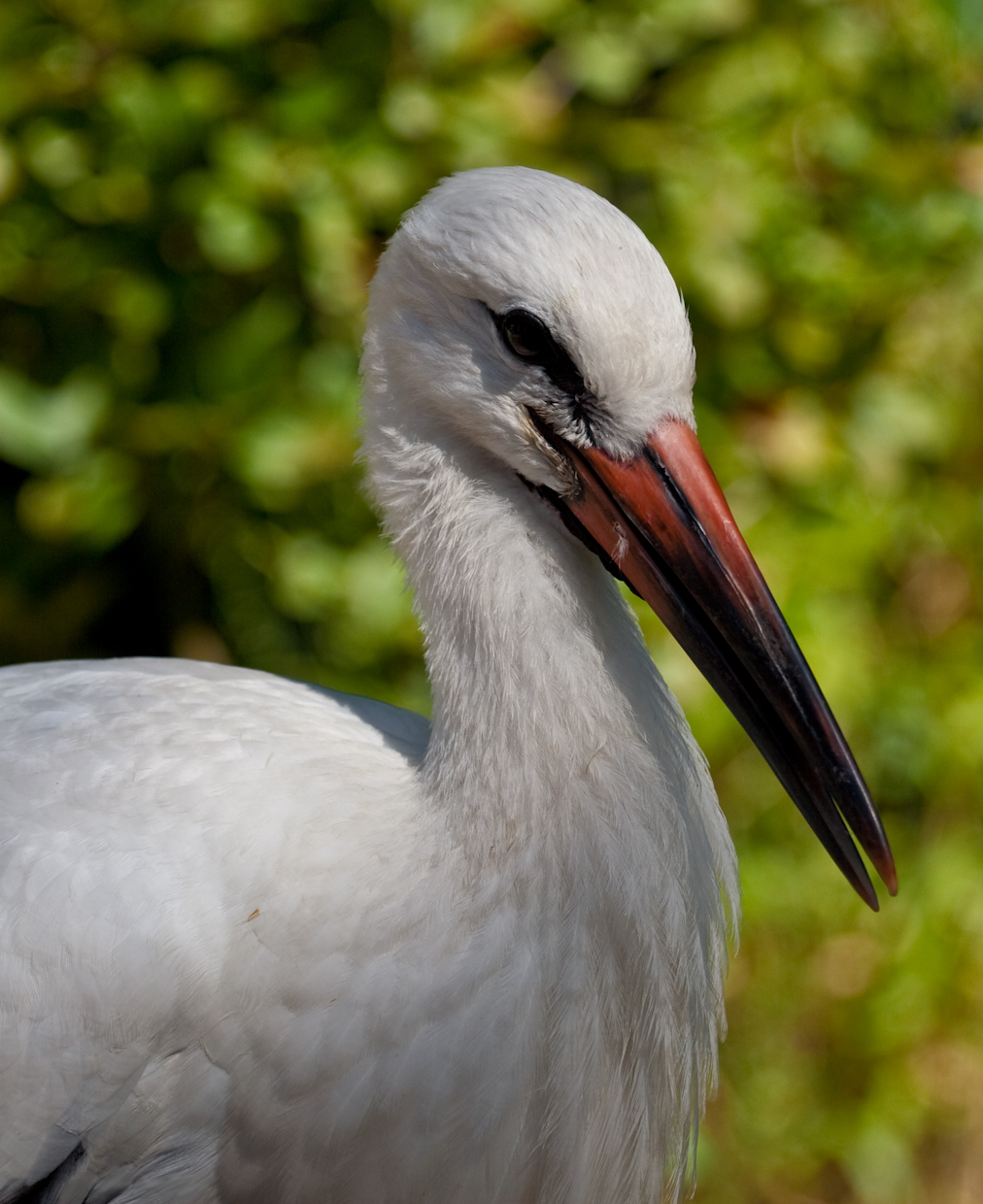
Fiatal fehér gólya a holland Vogelpark Avifaunában. A csőr a tövénél kezd pirosodni

- Ciconia ciconia ciconia (Linnaeus, 1758) – Európában, Nyugat-Ázsiában él, telelni néhány példány kivételével a szubszaharai Afrikába jár.[37] Néhány madár Indiában telel,[26] míg mások Dél-Spanyolországban maradnak.
- Ciconia ciconia asiatica (Severtzov, 1873) – Ázsia középső részén, Türkmenisztánban él, telelni Indiába és Iránba jár. Nyikolaj Alekszejevics Szevercov orosz természettudós írta le 1873-ban. Valamivel nagyobb, mint a másik alfaj.[24][37]

A fehér gólya egyike annak a sok madárfajnak, amit Carl von Linné 1758-ban kiadott könyvében, a Systema Naturaeban leírt, és az Ardea ciconia nevet adta neki. A francia Mathurin Jacques Brisson 1760-ban újrarendszerezte, és az új Ciconia nem típusfajává tette. Mindkét neve a latin cǐcōnia, ami Horatius és Cicero műveiben is olvasható.
A gólyafélék családja hat nemet tartalmaz, amelyek három csoportba sorolhatók: az egyiket a Mycteria és az Anastomus nem, a másikat a nagy gólyák (Ephippiorhynchus, Jabiru és Leptoptilos), a harmadikat a gólyák Ciconia neme alkotja. Ide a fehér gólya mellett még hat faj tartozik, amelyekre jellemző a hosszú, egyenes és hegyes csőr és a fekete-fehér tollazat. A feketecsőrű gólya (Ciconia boyciana) jelenleg önálló fajnak minősül, korábban a fehér gólya alfajaként tartották nyilván. Kelet-Ázsiában él. A fehér gólya egy másik közeli rokona a maguari gólya (C. maguari) Dél-Amerikában. A viselkedésbeli hasonlóság mellett a rokonságot biokémiai vizsgálatok is bizonyítják.

### Kövületek
Kenyában, a Viktória-tó egy szigetén, a Rusinga-szigeten miocén korú rétegekben megtalálták egy gólya jobb felkarcsontjának (humerus) testtől távolabbi végét. A 24–6 millió éves leletről nem tudták eldönteni, hogy fehér vagy fekete gólyához tartozott-e, mivel mindkét faj közel azonos termetű és testfelépítésű. A tó Maboko-szigetén még több gólyaleletet tártak fel a középső miocénből.

## Megjelenése

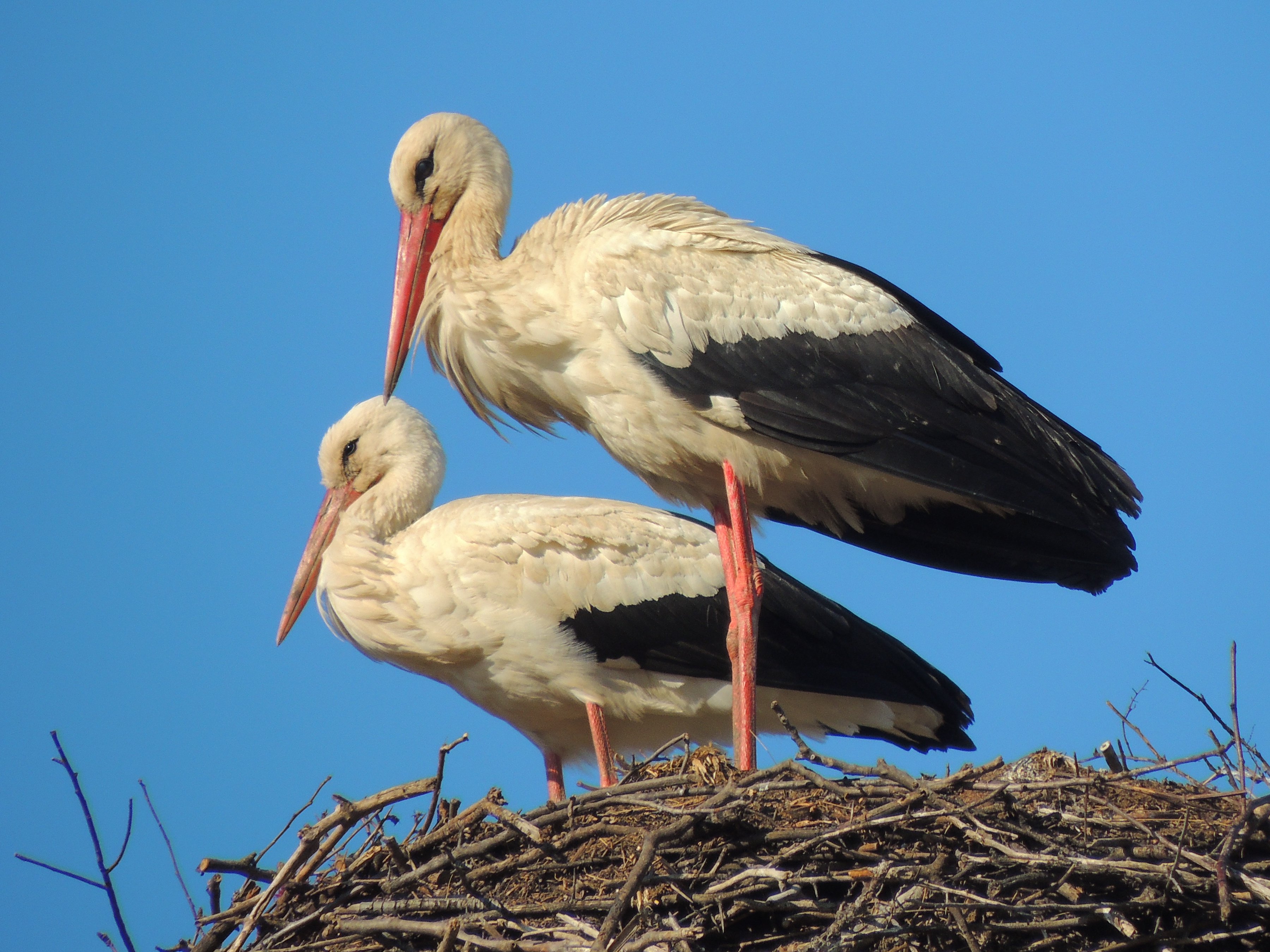
A gólyapár együtt építi a fészket gallyakból, amit azután évekig használnak

Testhossza 100–115 centiméter, álló helyzetben a magassága 110–125 cm, szárnyfesztávolsága 155–165 centiméter, testtömege 2,2–4,4 kilogramm. Testének nagy része fehér vagy piszkosfehér, szárnyvégei feketék, csőre és lába piros (első életévében fekete). Ahogy más gólyáknak, az ő lába is hosszú, csüdje (tarsus) 20–25 cm. Nyaka, egyenes csőre is hosszú. A csőr hossza hímeknél 15–17 cm, tojóknál 14–17 cm. Az állkapocs a hímeknél hegyesebb, a tojóknál egyenesebb. A nemek hasonlók, bár a hím átlagban egy kicsit nagyobb. A tollazat fehér, kivéve a szárnyfedőket és a repülőtollakat, amelyeket feketére fest a melanin. A mellen a tollak hosszúak és borzasak; a nyak körül gallért formálnak, amelyet a párzást megelőzően mutogatnak. Írisze szürkésbarna, és a szemet fekete bőr övezi. A kifejlett madarak csőre és lába piros, amely színt a táplálékból származó karotinok adják. Spanyolországban végzett vizsgálatok szerint a színanyag a betelepített Procambarus clarkii rák asztaxantinjából származott, ami még a fiókák csőrét is megfestette, így az ő csőrük sokkal korábban pirosodott meg, mint a máshol élő gólyáké.
Ahogy más gólyák, a fehér gólya szárnyai is szélesek és hosszúak, ami lehetővé teszi a vitorlázást. Lassan és szabályos időközönként verdes a szárnyával. Nyakát és lábát kinyújtva repül. Lassan, méltóságteljesen, nyakát kinyújtva jár. Ezzel szemben pihenéskor fejét szárnya alá dugja. A vedlést még nem tanulmányozták, de úgy látszik, hogy fokozatosan váltja tollait. Az elsődleges repülőtollak a szaporodási időszakban cserélődnek ki.
Kikelés után a fiókákat rövid, szétszórt, fehér pehelytollak borítják. Egy héttel későbbre a pehelytollazat besűrűsödik. A frissen kelt fiókák lába rózsaszín, ami később megszürkül. Csőre fekete, csak a hegye sötétbarna. A fészek elhagyása után a fiókák tollazata hasonló a felnőttekéhez, kivéve, hogy a fekete tollak még barnásak. Csőrük és lábuk fekete; végleges színüket a következő év nyarán érik el. Egyes példányok csőrének hegye fekete marad, míg például Spanyolországban a táplálék karotintartalma még a fészekben bepirosítja. A tollazat kétéves korban nyeri el a felnőttkori színezetet.

## Hasonló fajok

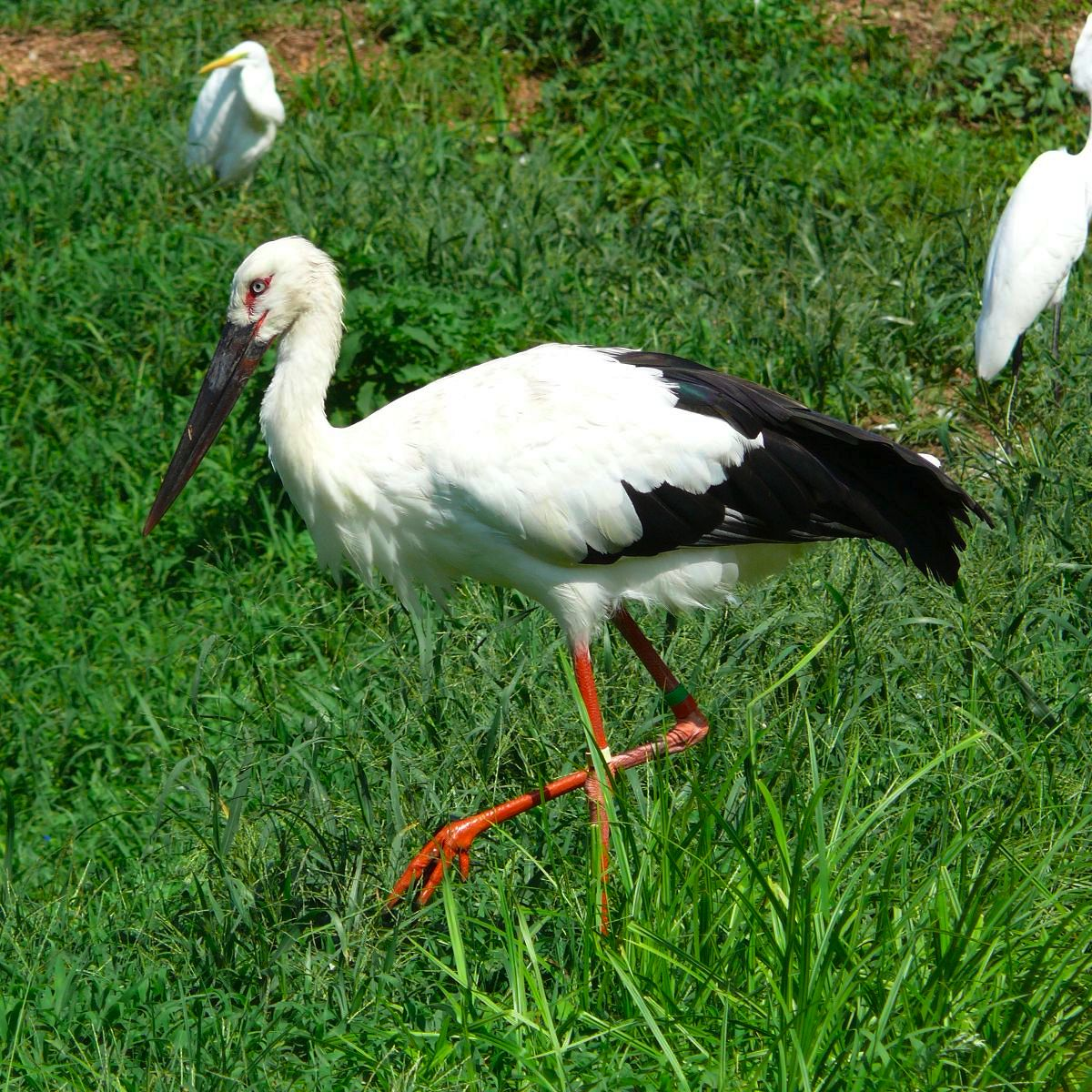
A feketecsőrű gólya a fehér gólya legközelebbi rokona

Elterjedési területén ritkán téveszthető össze a talajon vagy a fészek mellett állva, röptében azonban összetéveszthető más fajokkal, mint a rózsás tantalusszal (Mycteria ibis), a rózsás gödénnyel (Pelecanus onocrotalus), vagy a dögkeselyűvel (Neophron percnopterus). A rózsás tantalusz felismerhető fekete farkáról és hosszú, hajlott, sárga csőréről. A fehér gólya nagyobb szokott lenni nála. A rózsás gödény lábai rövidek, nem érnek túl a farkán, és behajlított nyakkal, fejét a törzséhez szorítva repül, ami más kontúrt kölcsönöz neki. Viselkedésükben is különböznek a fehér gólyáktól, inkább összerendezett csoportokban mozognak, és nem rendezetlenül, mint a gólyák. A dögkeselyű jóval kisebb, farka hosszú, ék alakú, lábai rövidebbek, feje sárgás árnyalatú, nyaka rövid. A daru, ami szintén fekete-fehérnek látszik erős fényben, hosszabb lábat és nyakat mutat repülés közben. Távolról és erős fényben a fekete gólya (Ciconia nigra) is nézhető fehér gólyának, mivel a szárny alatti terület világosabbnak látszik.

## Életmódja
Legjellemzőbben emberi környezetben fészkel ez a vadászó életmódot folytató ragadozó madár. Valaha magas fákra, később kéményekre, itt-ott templomtoronyra, ma leginkább oszlopokra építi fészkét, amelynek helyét mindig vizes élőhelyek közelében választja meg. A nedves réteken, tarlókon keresgél nagyobb rovarok, ebihalak, békák után, de elfogyasztja az apró rágcsálókat, halakat, kígyókat, sőt, volt rá példa, hogy kisnyulat is vittek a fiókáknak táplálékként. Étrendje rendkívül változatos összetételét tekintve mintegy 40%-ban rovarok és bogarak, 30%-ban puhatestűek, 20%-ban kisemlősök és 10%-ban halak és kétéltűek alkotják. Táplálékkeresés közben lassan, méltóságteljesen sétál; amikor repül, akkor előrenyújtja nyakát.

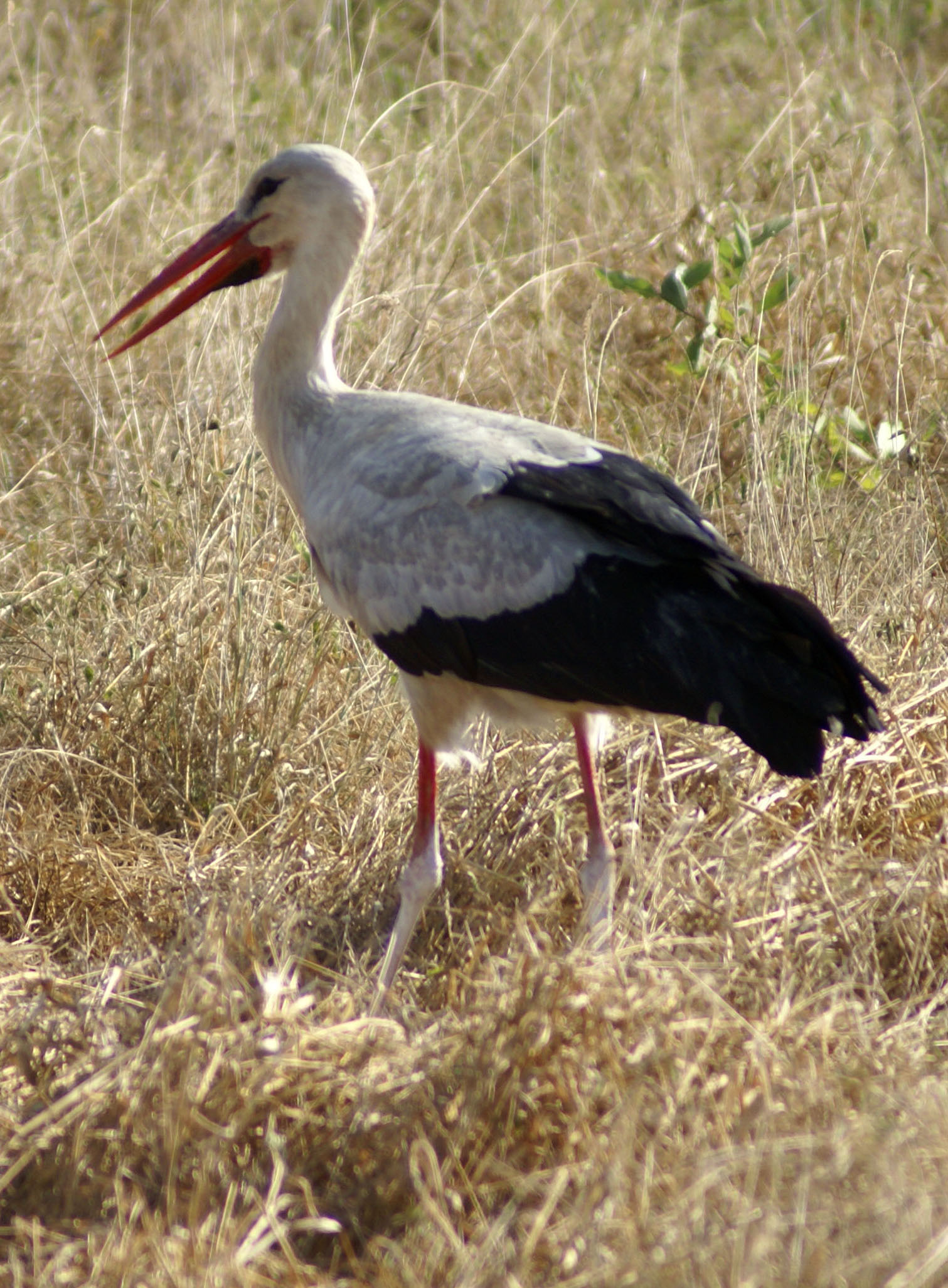
Fehér gólya a Tsavo East National Park nemzeti parkban Kenyában. Lábának alsó felét a széklet és a vizelet festi fehérre a hűsítés érdekében

Társas madár; vándorútjain és afrikai telelőhelyein többezres rajokat is észleltek. A nem szaporodó példányok költési időben 40-50 tagú rajokban kóborolnak. Dél-Afrikában elvegyül a sötét tollú Abdim-gólyákkal. A szaporodó párok is kisebb csoportokban vadászhatnak, és néhány helyről telepes fészkelést is jelentettek. A csoportok mérete és szociális szerkezete változó, bár a fiatalok általában a telep szélére szorulnak, és az idősebbek beljebb költenek, így eredményesebbek lesznek. Az egyedek a kapcsolatukat egymás tisztogatásával és más segítségekkel ápolják. A tisztogatást csak a fészeknél végzik. Az álló madár tisztogatja az ülőt, aki lehet a fiókája, vagy a testvére.
Feljegyezték, hogy mohát vett csőrébe, és azzal vitt vizet fiókáinak.
A vizelet és a széklet keverékét a saját lábára bocsátja, ez frissíti és hűti (urohidrózis). A meggyűrűzött madarak szenvedhetnek attól, hogy a gyűrű alatt összegyűlik a megszáradt keverék, ami nyomja a lábat, és sebeket okozhat.
Számos feljegyzés tanúskodik hűségéről párja iránt és önfeláldozásáról utódainak megvédéséért. Például amikor 1556-ban Delftben kigyulladt az a ház, amire a fészek épült, akkor a szülők a fiókáikat menekítették, hogy inkább ők égjenek meg. Az emberhez szoktatott fehér gólyák megszelídülnek, bíznak az emberben, a szabályokat eltanulva játszanak a gyerekekkel, és ha el is repülnek, minden évben visszatérnek.

### Kommunikáció

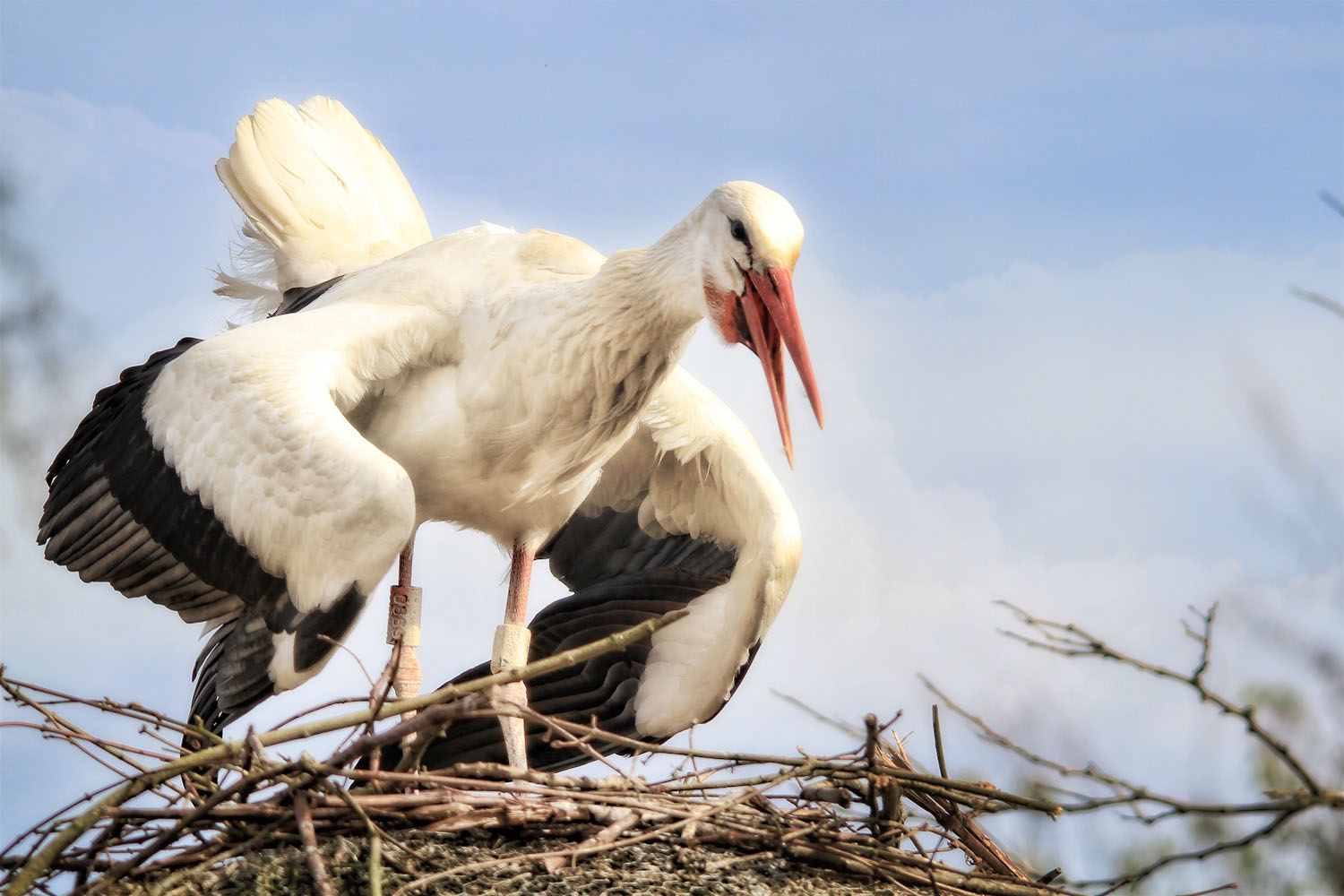
A guggoló gesztus

A gólyák nem énekelnek, hanem kelepelnek, így üdvözlik egymást a fészeknél. A hangot a csőr gyakori nyitásával és zárásával képezik, amikor is a hang a csőr nyitásakor jön létre. A kelepelést a torokzacskó erősíti fel. Több társas helyzetben is használják, és amíg tart, addig egyre erősebben hallatszik. Ritmusa a helyzettől függ, például párzás közben lassabb, riadójelként rövidebb. Üdvözléskor először az kelepel, aki fogadja az érkezőt, és ez utóbbi válaszol neki. Egyidejűleg meghajlítják a nyakukat, egészen addig, amíg fejük a hátukhoz nem ér.
Emellett fütyülnek is, a felnőttek halkan, a fiókák éles hangon. A fiókák csipognak is, és nyávogó hangon kérnek enni szüleiktől. A fiókák is szoktak kelepelni.
A fel-le magamutogatás szintén egy gyakran használt jel. Használják köszöntésként, párzás után, vagy fenyegetésként. A szaporodó párok nyáron területvédők, és használják ezt a gesztust. Egy másik ilyenkor használt jelük, hogy széttárt farokkal és kiterjesztett szárnnyal leguggolnak. Ha ez nem elég, akkor a hímek akár erőszakos, vérre menő küzdelmet is vállalnak.

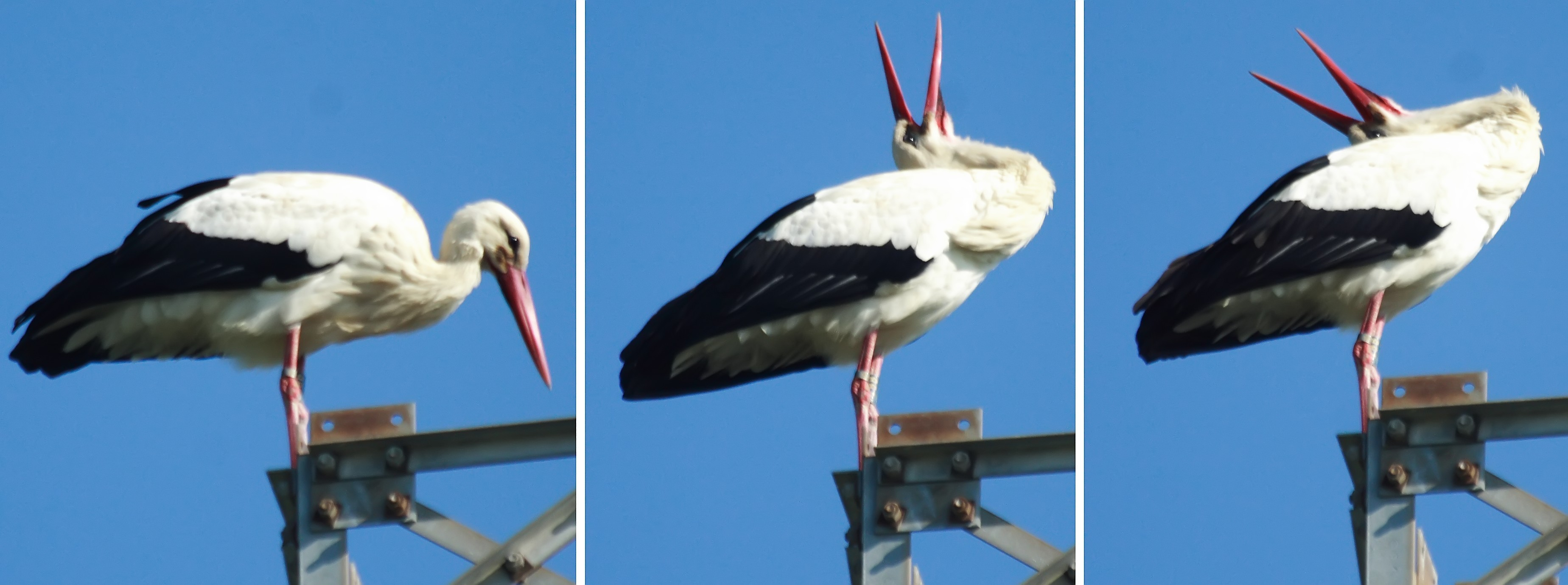
A kelepelő köszöntés

### Táplálkozás

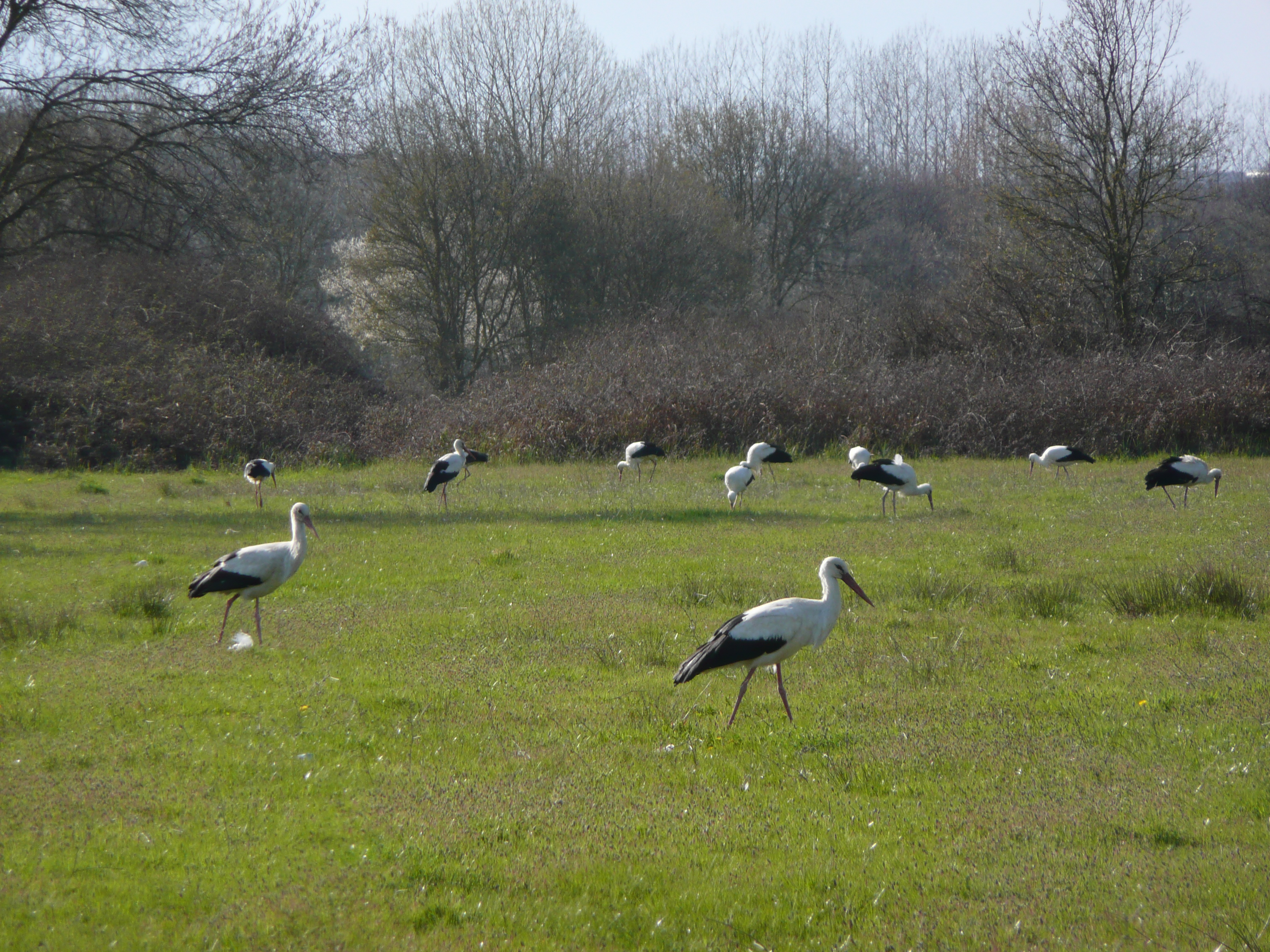
Egy csapat táplálékot keres Törökországban. A fehér gólyák elkerülik a magas cserjével vagy magas fűvel benőtt területeket

A fehér gólya nyílt területeken keresi élelmét, mezőkön, földeken, folyók partján, vagy vizeken. Kisebb állatokra, békákra, rákokra, kígyókra, rovarokra és rágcsálókra vadászik. A művelt területeken hasznosnak számít az egerek és a sáskák fogyasztása miatt.
A fehér gólyák sokféle állatot megesznek. Ritkán távolodnak el 5 km-nél messzebb a fészektől, és szeretik az alacsony növényzetet, mert úgy könnyebben megtalálják a zsákmányt. A táplálék összetétele helytől, évszaktól és a helyi állatvilágtól függ. A leggyakoribb zsákmányok a bogarak és az egyenesszárnyúak. Egy Spanyolországban végzett kutatás szerint a köpetek alapján a rovarok 49,5%-a volt bogár, és 43,7% egyenesszárnyú. Itt összesen a zsákmányállatok 99,3%-a volt rovar, de találtak gilisztákat, hüllőket, kétéltűeket, és kisemlősöket, mint pockokat, cickányokat és vakondokokat is. A cickányokat a lakóüregük bejáratánál fogják el. Ritkábban esznek kisebb madarakat, tojásokat és fiókákat, halakat, puhatestűeket és más ízeltlábúakat a rovarokon kívül, például Spanyolországban a rizsföldekre telepített Procambarus clarkii rákot vagy a skorpiókat.
Leginkább nappal vadásznak, a kisebb állatokat egészben nyelik le, csak a nagyobbakat ölik meg és tépik szét, mielőtt megeszik őket. A műanyag szalagokat földigilisztának nézik, összenyomják és lenyelik, ami időnként eltömíti a beleket, így a gólya pusztulását okozza. Művelt földeken nem haboznak követni a munkagépeket, és megenni az előtúrt, a felzavart vagy a gépre felcsapódott állatokat. Afrikában társulnak az égetéses vadászathoz, és amely állat túl kicsi az embernek, azt a gólyák kapják el. Tavasszal a Lettországba visszatérő gólyák a békák, leginkább a mocsári béka (Rana arvalis) hangját követik.
A nem szaporodó gólyák hasonlóan táplálkoznak, mint a szülőpárok, csak gyakrabban fordulnak elő száraz területeken. Amikor a fiókák elérik a néhány hetes kort, akkor minden nap 4 kg ennivalóra van szüksége a családnak.
Megfigyelték, hogy az Indiában telelő gólyák az Antilope cervicapra antilopot követik, és az általa felzavart rovarokat kapják el. Hasonló helyzetben együtt esznek a gyapjasnyakú gólyával. Regisztrálták, hogy a barna rétihéjától rabolt rágcsálót, és hasonlóan, a hamvas rétihéja zaklatja pockokért Lengyelország egyes területein.

### Szaporodása
A gólyák 3-5 éves korukban érik el ivarérettségüket. A párok egy költési időszakra állnak össze, és a hím választja a tojót. A megközelítőleg 1 méter átmérőjű fészket ágakból építik és szénával, szalmával, tollakkal bélelik; a költési időszakban külön belső költőfészket készítenek benne puhább anyagokból. A hímek érkeznek vissza először a telelőterületekről és ők kezdik el a fészkek felújítását is. Párjukat azonban csak bizonyos ideig várhatják vissza, mert ha április végéig nem tudják a tojók lerakni tojásaikat, akkor jelentősen kisebb eséllyel, kevésbé fejletten vágnak neki a fiókáik az augusztus végi vándorútnak. Ha nem érkezik meg időben a gólyák párja, akkor emiatt új társ után néznek. Azonban, ha nem találnak időben párt, akkor az adott évben már nem nevelnek fel fészekaljat. A pár nélkül maradt hímek gyakran megpróbálják elűzni egy közelben található fészekből a hímet. Ilyenkor összecsapnak egymással, gyakran a fészken belül, ami közben tojások semmisülhetnek meg, vagy fiókák eshetnek ki a fészekből.
|  |  |  |  |

A fészket évekig használják, mivel egy új fészek megépítése rengeteg energiát emészt fel. Emiatt inkább minden évben kijavítják a korábbi fészkük hibáit. Türingiában találtak már fészket, ami 1592-ben épült, és még mindig aktív. Gyakran emberi építményekre építik; Magyarországon kedvelik a távvezetékek tartóoszlopait, Elzászban a kéményeket és a magas tetőket. Franciaországban 2000-ben egy egész telepet találtak a Párizs–Irun vasút mentén a felsővezeték tartóoszlopain, éppen a pálya fölött. Spanyolországban templomok, parasztházak, tornyok és magas épületek tetejére települnek, sokszor népes kolóniákban.
A legkedvezőbb helyek azok a nyílt területek, amelyek közelében mocsár található. A fészket minél magasabb helyre rakják, hogy a ragadozóktól védve legyen. Néha sziklákra is települnek, például Malpartida de Cáceresben (Spanyolország). Ilyenkor gömbölyű vagy nehezen mászható sziklafalat választanak. A fészek jellemzően 0,8-1,5 m mély, átmérője 1–2 m, tömege 60–250 kg. A fészkeket évente kitatarozzák újabb ágakkal, így egy-egy régebbi építésű fészek tömege elérheti a több száz kilogrammot. Mivel jó időjósnak tartják, ezért nem üldözik, így beköltözött az emberi településekre. Dél-Európában a templomok tetejére épült fészkek súlyukkal néha kárt okoznak a templomban. Tavasszal a hímek érkeznek előbb, és ők választanak fészkelőhelyet. A nagyobb fészkekben több fióka nőhet fel, ezért jobban keresettek. A fészkelőhely megváltoztatása gyakran azzal áll összefüggésben, hogy az adott évben a hímnek új párja van. A fiatalabbak gyakrabban váltanak fészket. Az előző évi eredménytelenség miatt is új fészket kereshet a hím. Megfigyeltek néhány párt, akik egymás után elfoglaltak egy fészket, majd néhány nap után továbbálltak; ennek oka ismeretlen.

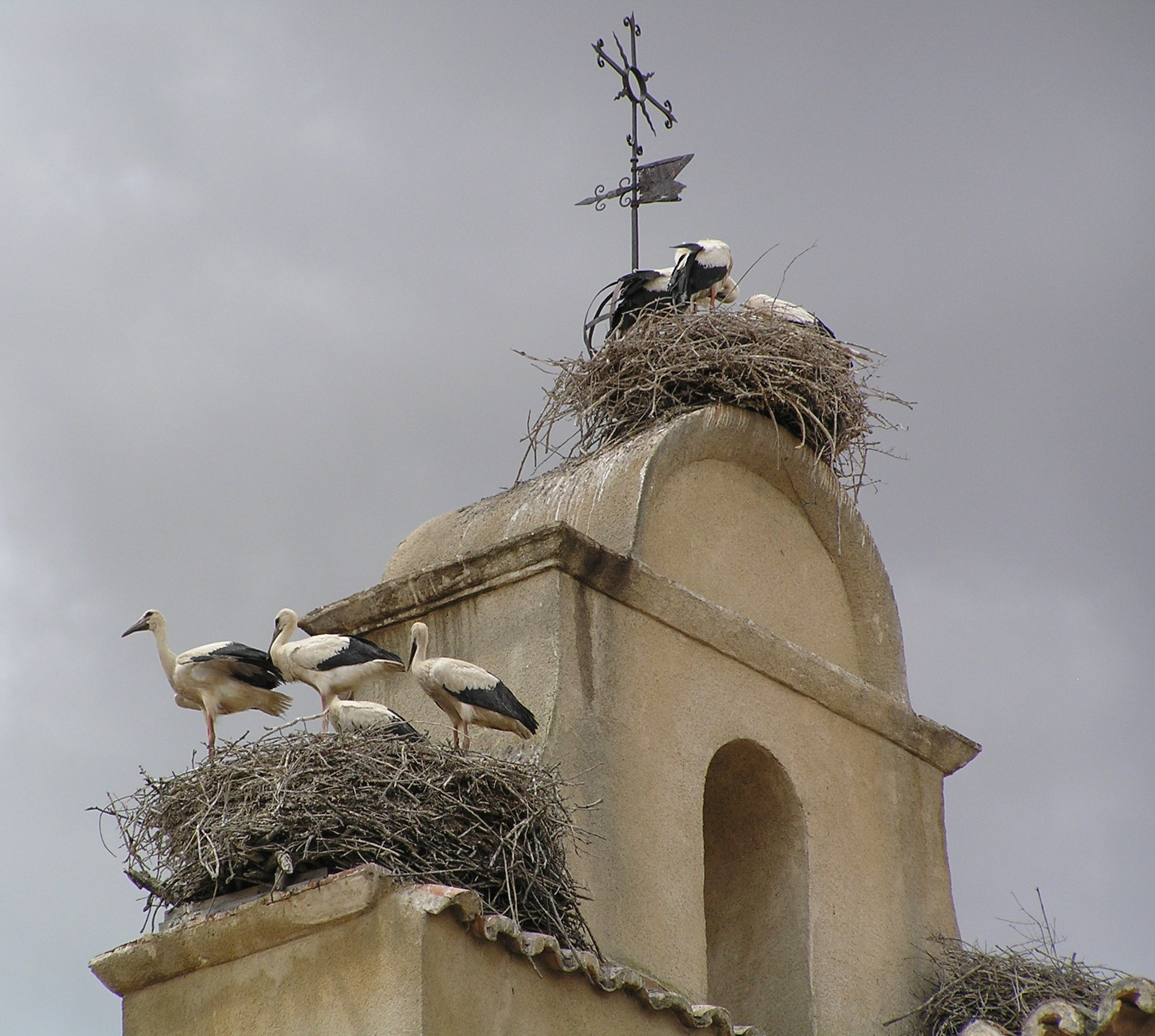
Három fészek egy harangtorony tetején. A fehér gólyák gyakran alkotnak kisebb fészektelepeket

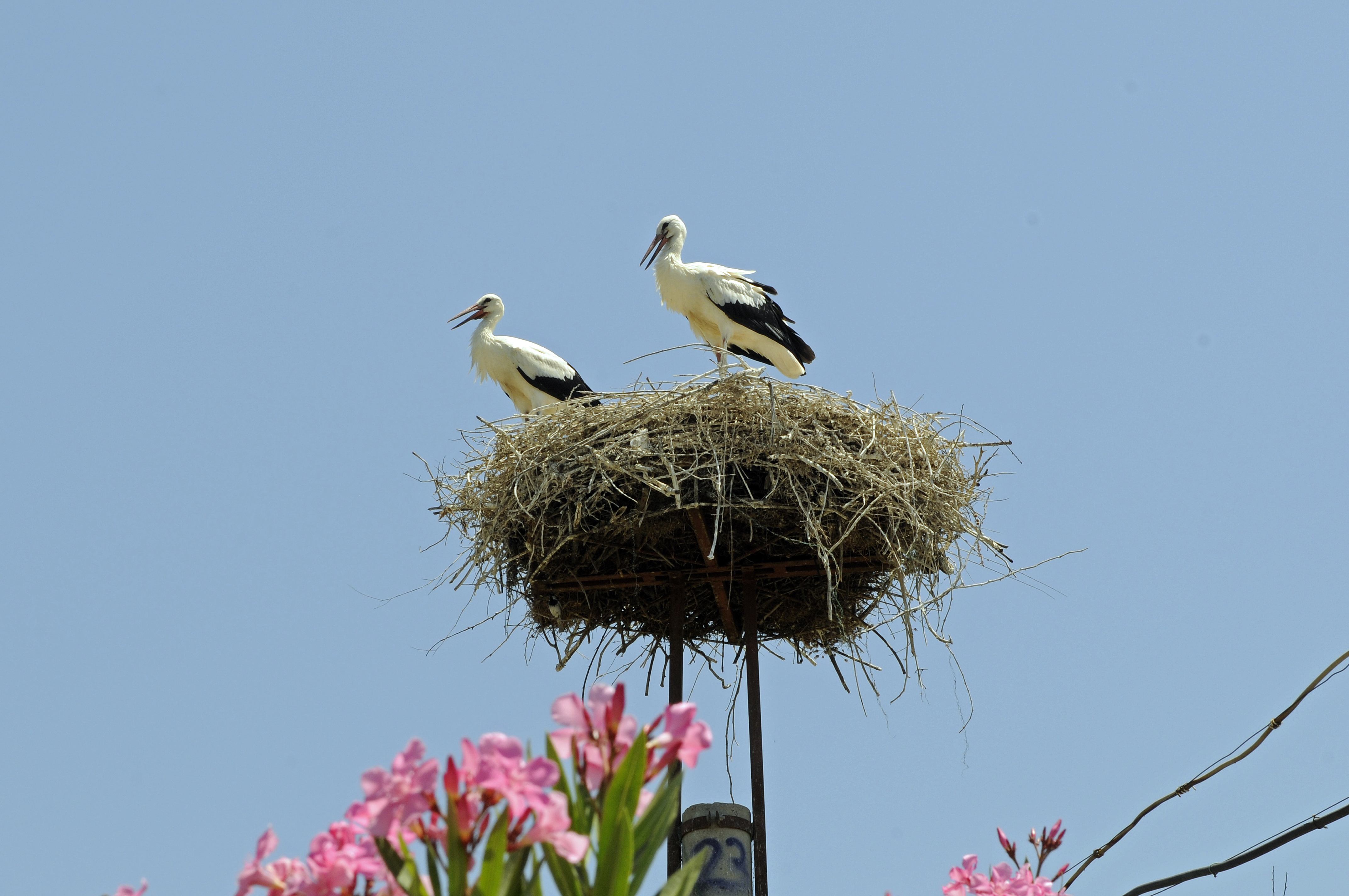
Egy ember által erre a célra felállított emelvényre épült fészek a Szent János-bazilika mellett. Selçuk, Izmir tartomány, Törökország

Gyakran más kisebb madárfajok is használják a gólyafészket. Oldalába nem egyszer egész verébsereg költözik. Gyakori társbérlő még a mezei veréb és a seregély. Ritkább lakótársak a vörös vércse, a kuvik, a szalakóta, a barázdabillegető, a házi rozsdafarkú, a csóka és a berki veréb. A párba állt fehér gólyák egymást külön szertartással üdvözlik. A tojásrakás előtti hónapban gyakran párosodnak, ami a gyakori félrelépésekkel és a spermaversennyel hozható kapcsolatba, ám a fehér gólyáknál a félrelépés ritka.
Évente egyszer költenek; pótköltés előfordul. A fészekalj többnyire 4-6 tojásból áll. A tojások száma rendesen 4, de számoltak már 1 és 7 tojásból álló fészekaljat is. A tojások piszkosfehérek vagy sárgásak; méretük 72,6 × 51,9 mm, tömegük 96-129 g, amiből 10,8 g a héj.
A szülők az első tojás lerakása után, április közepétől kezdve felváltva kotlanak; este csak az anya költ. A kelepelés rítusát is akkor ejtik meg, amikor a két szülő helyet cserél a tojások melengetése közben. A fészekalj pusztulása esetén esetleg újabb fészekaljat raknak, ekkor a kotlási időszak is odébb tolódik. A 33-34. napon kelnek ki a fiókák, a költés korai megkezdése miatt nem egyszerre. Az első fiókának nagy előnye van a többiekkel szemben. Bár a fiókák bőséges táplálékforrások megléte esetén nem versengenek, a szülők néha elpusztítják a gyengébb utódokat. Ez történhet a táplálék szűkössége miatt, vagy amiatt, mert nem tartják fiókájukat kellően fejlettnek. Ez azonban csak ritkán történik meg.
A szülők eleinte felváltva ügyelnek rájuk, miközben a másik élelmet, vizet hord. A fiatal gólyák a kilencedik hét környékén hagyják el a fészket. Miután megtanultak önállóan táplálékot keresni, csatlakoznak a vonulásra gyülekező csapathoz.
Fontos az időjárás tavasszal, a fiókák kikelésének idején. A hideg és a szárazság megnöveli a halandóságot. Egyes felmérések szerint a legutoljára kikelt gólyák, amennyiben megérik a szaporodóképes kort, eredményesebbek lesznek, mint az a testvérük, aki elsőként kelt ugyanabban a fészekben. A keléskor 75 g-os fiókák gyorsan nőnek, és 45 nap múlva körülbelül 3,4 kg-ot nyomnak. Csőrük 50 napos korukig nő.
A szülők előemésztett földigilisztákkal és rovarokkal etetik a fiókákat, amit a szülők a fészek aljára öklendeznek fel. A nagyobb fiókák a szülők száját ingerlik, hogy segítsék az étel felöklendezését. Az első tizenegy napon a szülők óránként etetnek; két-három hetes kortól kétóránként. A fiókák 58-64 naposan hagyják el a fészket.
A fehér gólyák általában először négyéves korukban költenek, habár előfordult már, hogy kétéves és hétéves gólyák költöttek először. A legöregebb fehér gólya a gyűrűje szerint 39 évet élt a természetben; fogságban 35 éves élettartamra lehet számítani.

## Vonulása

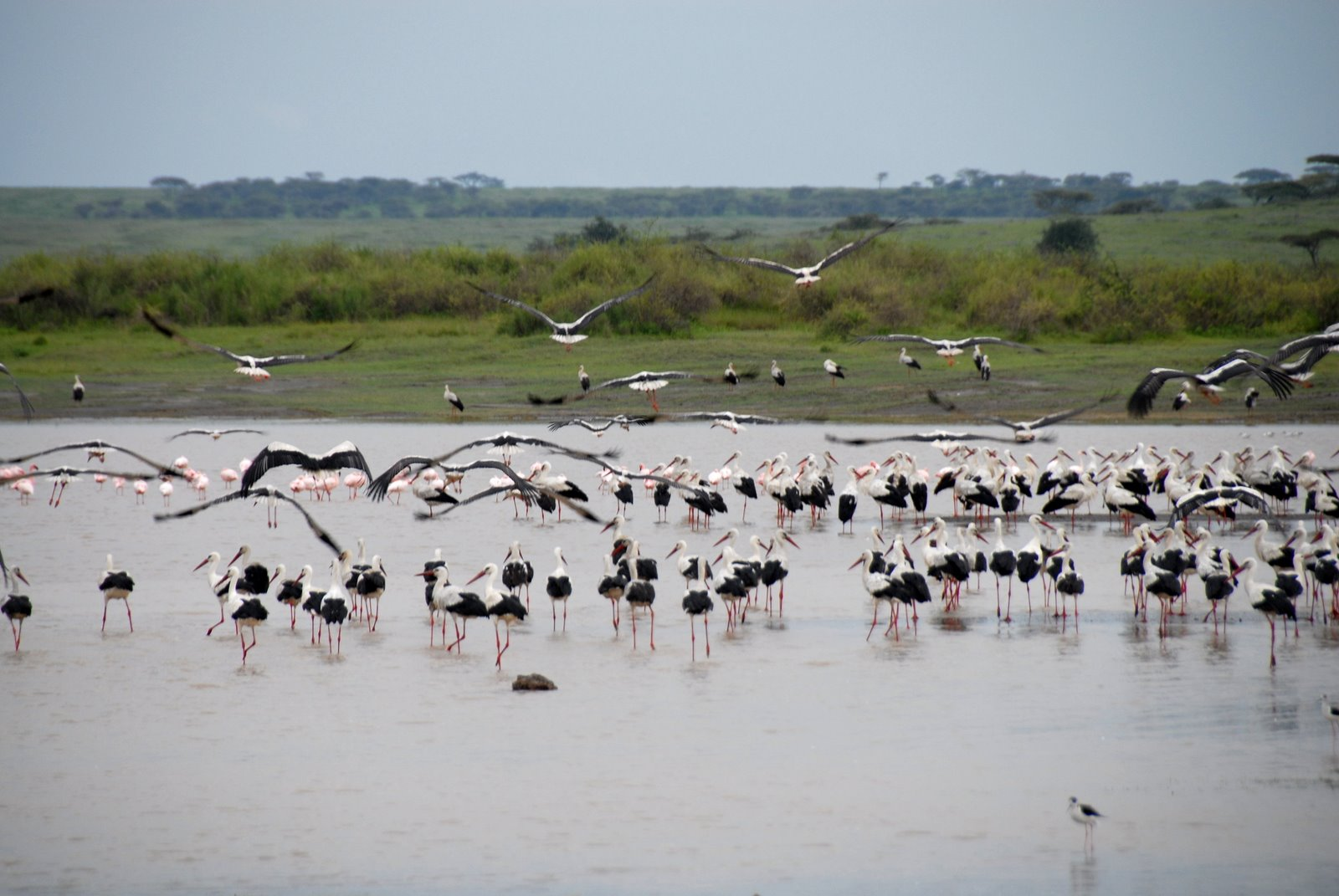
Gólyacsapat a Serengeti Nemzeti Parkban (Tanzánia)

A fehér gólya palearktiszti vándormadár, télire délre vándorol. A vonulási útvonalak hagyományosak, de nincsenek szigorúan rögzítve. Augusztus közepén már csapatokba verődnek, de csak szeptember közepén indulnak el vándorútjukra. A nyugat-európai állomány Gibraltár, a kelet-európai populáció a Boszporusz felé indul el. A Földközi-tengert e két tengerszoros valamelyikén szelik át. Ez a nagy madár széles szárnyain képes mozdulatlan testtel és szárnyakkal siklani a felmelegedő föld fölött kialakuló termikeken, így kihasználva a Gibraltár vagy a Boszporusz fölött keletkező meleg légáramlatokat. A gólyák a Szahara felett átrepülve egészen Dél-Afrikáig eljuthatnak. A magyarországi fehér gólyák elsősorban Csád és Szudán területén töltik a telet. Mindkét fő útvonal 12 ezer kilométernél hosszabb. A telet Afrikában töltik, majd a megfelelő időben visszaindulva március végén jelennek meg a Kárpát-medencében. A korszerű technikának köszönhetően műholdas jeladókkal már online is nyomon követhető a gólyák vonulása. Az első magyarországi kezdeményezés keretében két fehér gólyára került jeladó 2010 augusztusában. 2012 óta közel ötven példányra helyeztek fel jeladót a Magyar Madártani Intézet szakemberei.

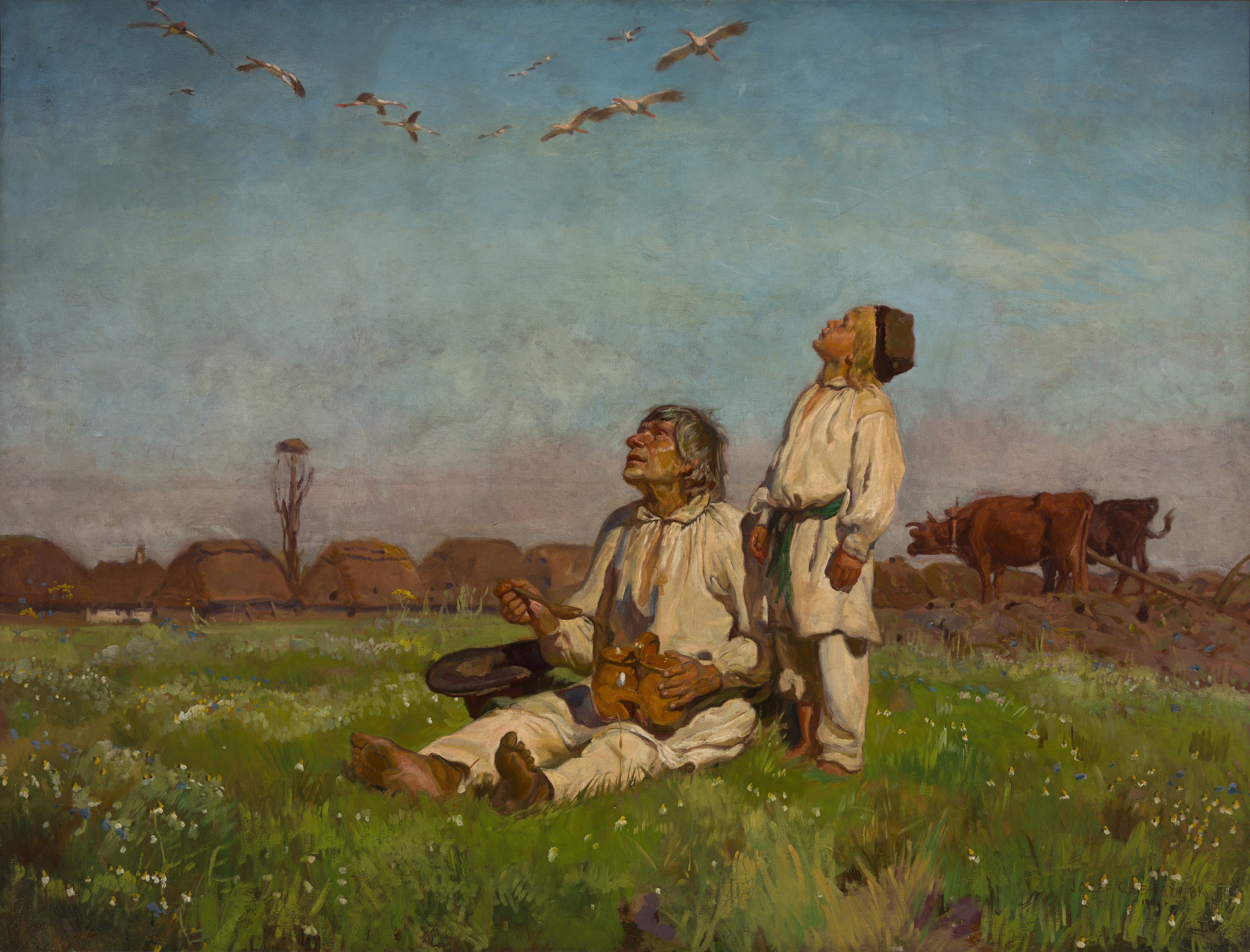
Józef Chełmoński: Gólyák, festmény (1900)

A vándorlás rendszeres kutatását a német Johannes Thienemann kezdte meg, aki 1906-ban kezdett gyűrűzni Rossittenben, a Kur-földnyelven az akkori Kelet-Poroszországban. A második világháborúig 100 000 gólyát gyűrűztek meg, melyek nagy része fiatal egyed volt. Kétezer, 1908 és 1954 között gyűrűzött rossitteni gyűrűs gólyát később nagy távolságra találtak meg. Újabban a modern technikát is bevetik, például az Argus rendszert. A leghosszabb ideje így figyelt gólya Max, akit 1999 óta követnek így nyomon.
Egy spanyol közmondás szerint a gólyák február 20-án érkeznek meg Afrikából. A globális felmelegedés miatt azonban ez korábbra tolódott. Sokan már december végén visszajönnek, hogy gyorsan elfoglalják a legjobb fészkeket. Megint mások, bár elindulnak Afrikába, de még a tengert sem repülik át, és októberben-novemberben már otthon vannak. Ebben a felmelegedés mellett a táplálékkínálat is szerepet játszik az öntözéses földművelés és a szeméttelepek miatt. A sáskajárások miatt a gólyák akár hosszabb időre is megszakíthatják vándorlásukat.
Bizonyos egyedek nem vándorolnak el, hanem a telet is a költőhelyükön töltik. Magyarországon a legtöbb áttelelő fehér gólya 2013–14 telén volt, amikor 28 példány telelt itthon. Közülük 26 egyed fiatal madár volt.
Magyarországra általában február utolsó hetében, vagy március első felében érkeznek meg a legelső gólyák telelőhelyeikről.
Egyes példányok nem vonulnak egészen Afrikáig, hanem a telet Izraelben töltik. Egy jeladóval követett egyed (Báró) emiatt tud már februárban hazatérni Magyarországra. A fiatal és még nem ivarérett korú gólyáknál előfordul, hogy addig nem térnek haza fészkelőhelyükre, amíg el nem érik az ivarérett kort. Ezen egyedek a nyarat Kis-Ázsia térségében töltik. A telelőterület helye akár évente is más és más lehet.

### Vándorlási utak
A fehér gólyák augusztus végén, szeptember elején indulnak el európai szaporodóhelyeikről Afrikába. Az úgynevezett Boszporusz-útvonal az egyik lehetséges vándorlási útvonaluk, amelynek során Európát a Márvány-tengernél hagyják el és Kis-Ázsián keresztül vonulnak afrikai telelőhelyeikre.

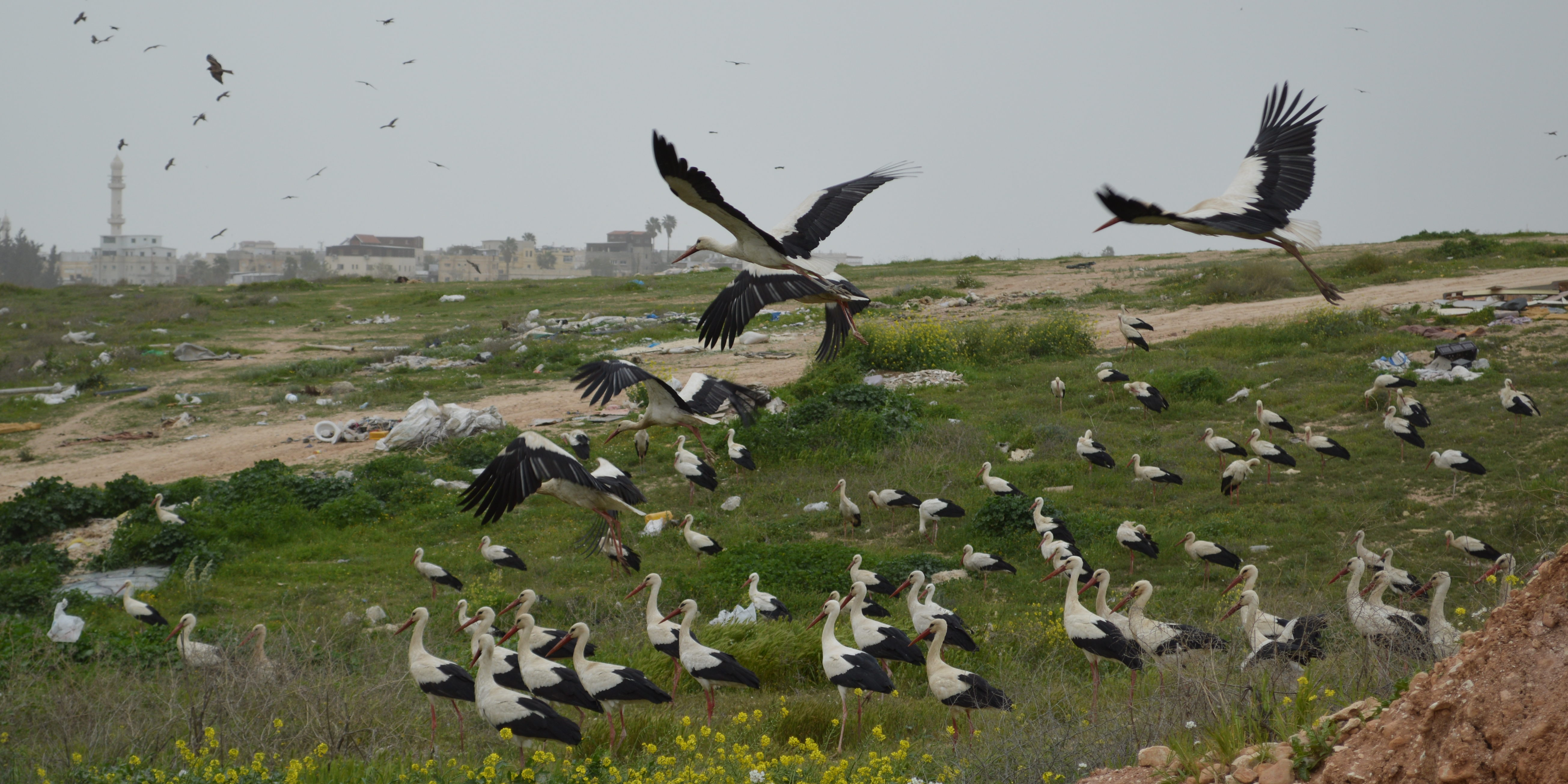
Vándorló gólyák százai pihennek az izraeli Rahat közelében, Negev-sivatag

A telet a Kenyától, Ugandától Dél-Afrikáig terjedő szavannán, vagy a Száhel-övezetben töltik. Ezeken a területeken akár több ezren is lehetnek egy csapatban. Néhányan Nyugat-Szudántól és Csádtól nyugatra fordulnak, és elérik Nigériát. Tavasszal hazatérnek; Szudánból és Egyiptomból még áprilisban is jelentik őket. Márciusban-áprilisban érnek vissza Európába, átlagosan 49 napos utazás után. Az őszi utat 26 nap alatt teszik meg. A kedvező szelek, a táplálék szűkössége és a kevés víz gyorsítják az utat.
A Földközi-tenger átrepülésének elkerülésére a Közép-Európában fészkelő gólyák két útvonal közül választhatnak. A Boszporuszon átkelve Törökországon, Levantén és a Nílus mentén haladnak, vagy a nyugati utat választva Spanyolországon, Gibraltáron át repülnek. Ezek az utak energetikailag is kedvezők a termikek miatt, így a madarak energiát takarítanak meg. A nyugati utat évente 530 000 fehér gólya használja, ami itt a második leggyakoribb átvonulóvá teszi a darázsölyv után. A keleti út hossza kétszerese a nyugatinak, mégis ugyanannyi idő alatt teszik meg, mint a nyugatit.
A fiatal gólyák az örökletesen meghatározott irányba indulnak, de ha az időjárás miatt letérnek róla, akkor nem találnak vissza, így egy új telelőhelyen kötnek ki. Az idősebb gólyák visszatalálnak a megszokott útjukra a nagyobb széllökések után is. Hasonlóan, a költőterületre mindegyikük visszatalál. Kalinyingrádban fogságban nevelt fehér gólyákat vadon élő gólyák által lakott erdőben engedtek el, hogy legyen, aki mutassa nekik az irányt, azonban a helyiek csak vetélytársat láttak bennük. A kísérlet megmutatta, hogy a gólyákban működik a délre vándorlás ösztöne, habár a végleges irány nagyban szóródik.

### Repüléselmélete

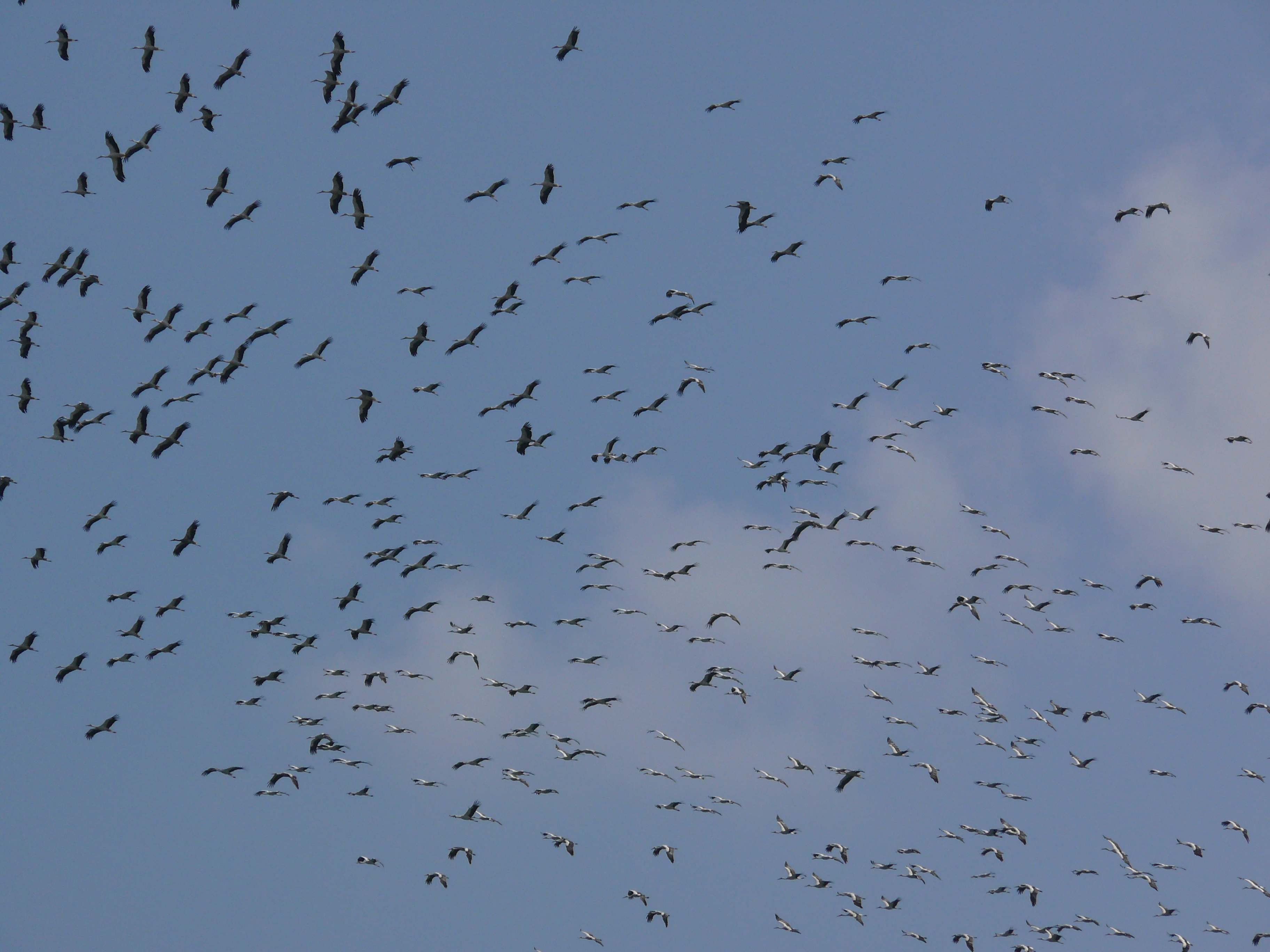
Örvénylő gólyasereg

A fehér gólyák függenek a vonulási útjukon kialakuló légáramlatoktól, a termikek emelőerejétől. Enélkül nem tudnák megtenni az utat. Sokuk számára a legrövidebb út a Földközi-tenger fölött vezetne, ám mivel a tenger fölött nem alakulnak ki termikek, ezért hosszabb, főleg szárazföldek fölött vezető utat választanak, hogy kevesebbet kelljen verdesniük a szárnyukkal. Egyes becslések szerint a szárnyverdesés 23-szor annyi energiába kerül, mint a siklás. Ennek keresésére akár 500 gólya is összegyűlik; mihelyt megtalálták, spirálszerűen felemelkednek. A tömeg együtt emelkedik egészen a légoszlop tetejéig, akár 1500 méter magasra a talaj fölött, habár Nyugat-Szudánban már mértek 3300 méteres emelkedést is. Ez a Nap melegén múlik, amely miatt a gólyák nem repülnek éjszaka. A repülő gólya sebessége legfeljebb 45 km/h.
Néha azonban megfigyelnek hosszabb repülést víz fölött is. Egy Dániában meggyűrűzött fiatal fehér gólya Angliában jelent meg, ahonnan néhány napos pihenés után továbbvonult. Legközelebb Szent Mária szigete fölött látták, és három nap múlva Madeirán bukkant fel lesoványodva. Ez a sziget 500 kilométerre van Afrikától, és 1000 kilométerre Európától. A közel-keleti vándorlást gyakran akadályozza egy szél, ami borús napokat hoz, így alkalmatlanná teszi az időt a repülésre. Ekkor a gólyák a földre ülnek, vagy állnak.

## Parazitái és betegségei

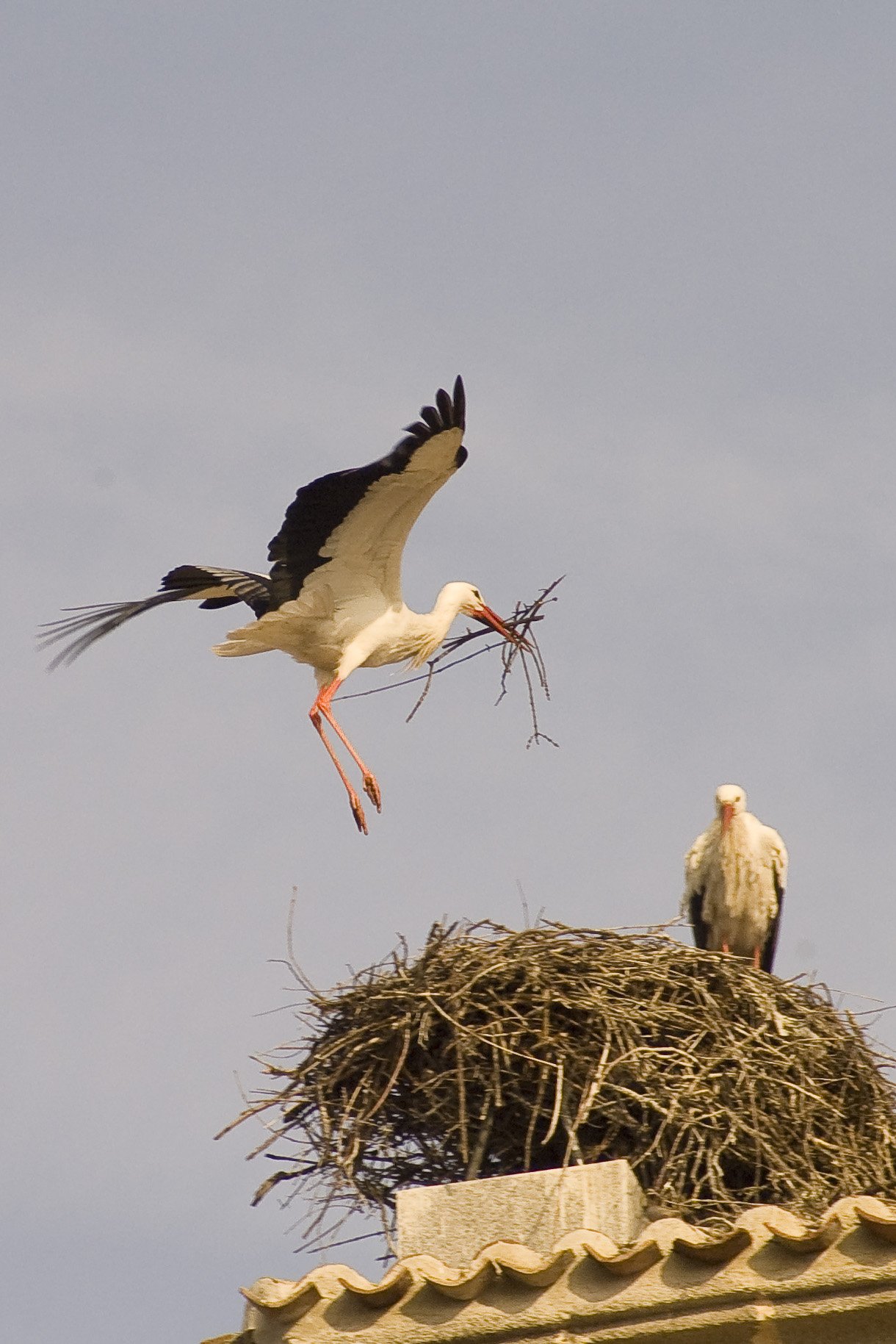
A gólyák évről évre egyre több szerves anyagot építenek a fészekbe, ami az élősködők melegágyává válik

A fehér gólyák fészkében rengeteg apró ízeltlábú talál otthonra, különösen költési időben. Az évek folyamán a gólyák a fészek tatarozásához újabb és újabb adag fát és fészekbélést hoznak, így azok felhalmozódnak. A fészekben felgyűlnek a levetett tollak, az ürülék és a táplálék maradékai, ami eltartja az atkák népes seregét. 12 fészek átvizsgálásakor 34 faj 13 352 egyedét találták meg. A leggyakoribb fajok a Macrocheles merdarius, a Macrocheles robustulus, az Uroobovella pyriformis és a Trichouropoda orbicularis volt, amelyek a teljes népesség 85%-át tették ki. Ezek megeszik a fészekben élő rovarok és fonálférgek petéit és lárváit is. A szabadon élő atkák miatt a fészekben nem tudnak élősködő atkák megtelepedni. Mindazonáltal az atkák szerepéről nem lehet eldönteni, hogy összességében pozitív vagy negatív hatásúak-e.
Magukon a madarakon további négy atkafaj telepszik meg. Ezek az atkák, köztük a Freyanopterolichus pelargicus és a Pelargolichus didactylus a tollazaton megtelepedő gombákat fogyasztják, amelyek a külső tollak keratinját vagy a tollfaggyút bontják. A Colpocephalum zebra rágótetű a szárnyak alatt, a Neophilopterus incompletus a test más részein található.
A fehér gólya elszenvedhet néhány belső parazitát is, mint a Toxoplasma gondii vagy bélparazitákat a Giardia nemből. Egy Németországban végzett vizsgálatban Szász-Anhalt és Brandenburg környékén 120 gólyában nyolc valódi mételyfajt, négy galandféregfajt, és három fonalféregfajt találtak. A Chaunocephalus ferox métely fekélyt okozott számos madár beleiben, amely madarakat két kórház fogadta Közép-Spanyolországban. Ez faj súlycsökkenést okoz, emellett kórokozóként is számon tartják, mivel megbetegíti az ázsiai tátogató gólyát (Anastomus oscitans).
A nyugat-nílusi láz főként a madarakra jellemző betegség. A vírust szúnyogok közvetítik. A kórokozó terjedésében a vándormadarak is fontosak, aminek módja közelebbről nem ismert. 1998. augusztus 26-án 1200 fehér gólya szállt le a dél-izraeli Eilatban, miután dél felé eltértek útjuktól. A csapat nagyon fáradt volt már, mégis igyekeztek visszatérni a megszokott útvonalukra, és sokan közülük meg is haltak. Tizenegy halott fiatal agyából kimutatták a nyugat-nílusi láz vírusát. A többi vizsgált gólyából antitesteket mutattak ki a vírussal szemben. 2008-ban Lengyelországban egy természetvédelmi területen három fiatal gólyában mutattak ki szeropozitív eredményt, ami azt jelenti, hogy találkoztak már a vírussal. További eredmények nem ismertek Lengyelországban a vírusról.
Bizonyos egyedeknél, amelyek egyoldalúan csak kisméretű rágcsálókkal táplálkoznak, a madarak emésztőrendszerében úgynevezett bezoár keletkezhet, ami az élelem emészthetetlen szőr és egyéb részekből álló elzáródás. Ez az adott állat pusztulásához is vezethet.

## Állománya

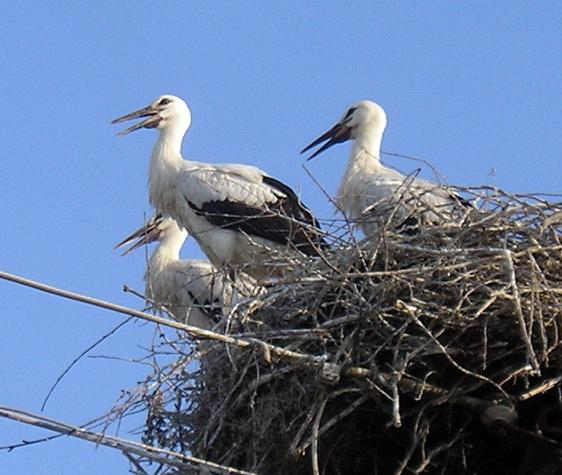
Fiókák fészekben, Magyarország

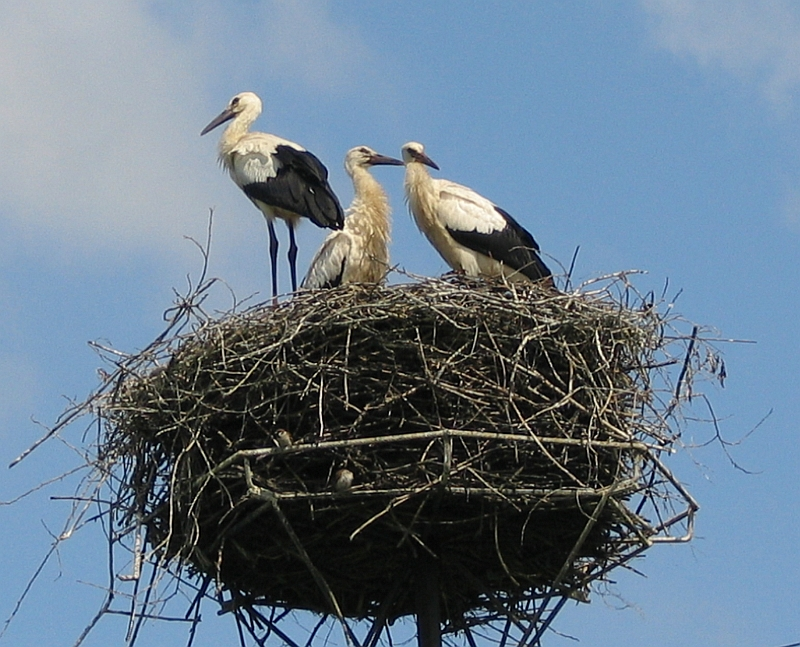
Ember által emelt állvány gólyafészek számára. A távvezetékek tartóoszlopaira épült fészkek az áramütés veszélyével járnak

A Magyar királyság területén földrajzi helynevekben találjuk első említésüket, így 1412-ben (1436-os tartalmi átírással) említik a Gólyás völgyet, de már a középkorban is felbukkanhatott címerállatként. Később a külföldi utazók is említést tettek a gólyák előfordulásáról.
A 19. század elejéig állománya viszonylag stabil volt. Utána mindenütt csökkent az 1970-es évekig a vadászat, a szennyeződés, a vándorutak nehezebbé válása, de főként az élőhelyek pusztulása miatt. Ettől kezdve a védelem hatására ismét megnövekedett az egyedszáma, és az elterjedési területe is bővült. Európában 1995 és 2005 között a növekedés elérte a 25%-ot.
A fehér gólya megritkulása már a 19. században megkezdődött az iparosodás és a mezőgazdaság változása miatt, ami a mocsarak lecsapolásával, a sztyeppek feltörésével és a kukorica elterjedésével járt. Az utolsó szabadon élő példányt Belgiumban 1895-ben, Svédországban 1955-ben, Svájcban 1950-ben, Hollandiában 1991-ben látták. A faj azonban azóta több helyen ismét megjelent. Az IUCN 1988-ban mérsékelten veszélyeztetettnek sorolta be, de 1994-ben felülvizsgálta a státust, azóta nem fenyegetettnek számít. A fehér gólyára érvényes az Agreement on the Conservation of African-Eurasian Migratory Waterbirds (AEWA). A szerződés tagjai részletes fajmegőrző program és cselekvési terv kidolgozását vállalják. A tervnek foglalkoznia kell olyan kulcsfontosságú tényezőkkel, mint faj- és élőhelymegőrzés, az emberi cselekvés adminisztrálása, a kutatás, az oktatás, és ezek fejlesztése. A madárfajra leselkedő legsúlyosabb kockázatok közé tartozik a vizes élőhelyek kiszáradása, a táplálkozási területek csökkenése, a magas feszültségű távvezetékeknek ütközés, az Afrikában sáskák ellen használt rovarölő szerek, például a DDT és az orvvadászat a vándorutakon és a telelőhelyeken. Időnként a fehér gólyák vándorlásuk során orvvadászatnak esnek áldozatul.
Közép- és Kelet-Európában sok fehér gólya szaporodik. A 2004/05-ös népszámlálás szerint Lengyelországban 52 500, Ukrajnában 30 000, Belorussziában 20 000, Litvániában 13 000, Lettországban 10 700, míg Oroszországban 10 200 pár költ. Romániában 5500, Magyarországon 5000, Szlovákiában 1200 pár él. A szaporodó párok számát Bulgáriában 5000-re teszik. Németországban a 4482 gólyapár többsége Kelet-Németországban, főként Brandenburgban és Mecklenburg-Elő-Pomerániában összpontosul (2008-ban rendre 1296 és 863 pár).
Spanyolország (33 217 pár) és Portugália (7684 pár) mellett a dél- és a nyugat-európai populáció kevésbé stabil. A dán népesség például 2005-re három párra csökkent. A keleti mediterrán régióban Törökországban 6195, Görögországban 2139 párt számláltak. Nyugat-Európában a fajmegőrzési erőfeszítések ellenére ritka madár maradt: Franciaországban 973, Hollandiában 528 párt találtak.
Az 1980-as évek elejére a Rajna teljes felső völgyében számuk 9 párra esett vissza, holott e terület évtizedekig a gólyák völgyének számított. A fajmegőrző intézkedések eredményeként 2008-ra számuk 270 párra nőtt, ami leginkább az Alzac és Loren gólyavédelmi és betelepítő szervezet munkájának köszönhető. Olaszországban, Hollandiában és Svájcban azonban a visszatelepített gólyák megállították a növekedést. 2008-ban 601 pár költött Örményországban, és Hollandiában 700 pár. Néhány pár Dél-Afrikában szaporodott, feltehetően az ott telelő népességből. Lengyelországban hegyesre alakították a távvezetékek tartóoszlopainak végét, néhány fészket ember emelte talapzatra helyeztek át, hogy csökkentsék az áramütések gyakoriságát. A Hollandiába visszatelepített gólyákat önkéntes fészeképítők követték. Az önkéntesek táplálékot is biztosítottak a gólyák számára. Svédországban és Svájcban is végeztek hasonló programokat, ahol 2000-ben 175 pár költött. A svájci népesség további fejlődésének rosszak a kilátásai, mert a szaporodási siker rossz, és a gólyák etetése sem hozta meg a várt eredményt.

## Védelme
Magyarországon fokozottan védett faj, természetvédelmi értéke 100 000 Ft.
Szinte a teljes fészkelő állománya lakott területekhez kötődik, ezen belül is a lakossági elektromos hálózat tartóoszlopain található a fészkek zöme. Elsősorban az áramszolgáltatás biztonsága érdekében a 70-es évektől folyik a fészkek tartószerkezetre emelése. A közhiedelemmel ellentétben ezek a fészektartók nem vonzzák a gólyákat, szerepük a fészek eltávolítása a vezetékektől. Komoly problémákat a középfeszültségű (20 kV) hálózat légvezetékei okoznak, mivel a tartóoszlopokon a (többnyire fészekből kirepülő, fiatal) gólyák halálos áramütést szenvednek. Becslések szerint az éves szaporulat kb. 20%-a elpusztul ilyen módon még az őszi vonulás megkezdése előtt.
A fehér gólya védelme az egyik legeredményesebb a Magyar Madártani Egyesület madárvédelmi programjai között.
Szinte minden magyar állatkertben élnek fehér gólyák, melyek többnyire mentett madarak, és többségük valamilyen oknál fogva nem engedhető többé szabadon. Ha megfelelő táplálékot kapnak, akkor a fehér gólyák nagyszerűen viselik a telet.

## Európai gólyafalu
A német EURONATUR természetvédő szervezet a gólyaállományok megóvásáért kiemelkedően sokat tevő településeknek adományozza szerte a kontinensen az Európai gólyafalu címet. Az eddigi kitüntetett községek közül másodikként (1996-ban) a somogyi Nagybajom tehette ki az elismerést több nyelven is hirdető feliratot a faluvégi helységnévtáblák mellé, majd amikor 2001-ben a települést várossá avatták, címe „A gólyák városa” lett. A városban évente mintegy harminc gólyapár költ, jó tucatnyi szinte telepesen, a főutca mentén sorakozó villanyoszlopokra rakott fészkekben.

## A kultúrában
A fehér gólya mérete, hasznossága és fészkelési szokásai miatt kedveltté vált az emberek között. Az ókori Egyiptomban a gólya mint hieroglifa jelentette a Ba lelket. Héberül a gólya hászidá (חסידה), ami kedvest, könyörületest is jelent. Az ókori görög és római mitológiában a szülői szeretet példaképe volt, és azt hitték, hogy idős korában nem hal meg, hanem elrepül a szigetekre, és emberré válik. Aiszóposz két meséjében is szerepel: A róka és a gólya, és a Paraszt és a gólya mesékben. A francia Jean de La Fontaine mindkettőt feldolgozta.

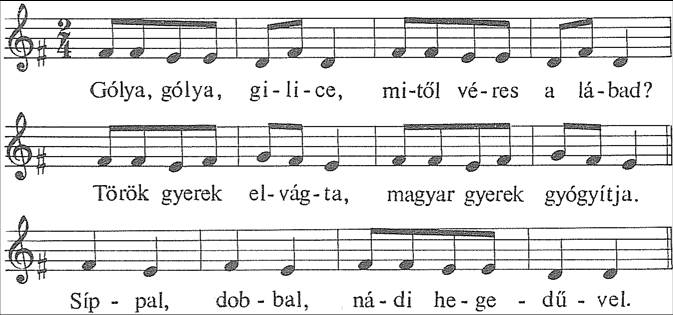
A Kodály Zoltán által feldolgozott Gólya-nóta népi gyermekdalban a „török gyerek” említése a 150 évig tartó török uralmat idézi

Feltételezték még azt is, hogy gondoskodik idős szüleiről, táplálja és hordozza őket, és a gyermekkönyvekben is így ábrázolták a szülőről való gondoskodás példájaként. A görög Pelargonia törvény (a görög pelargosz, gólya szóból) arra kötelezte a polgárokat, hogy gondoskodjanak a szüleikről. A görögök továbbá halállal büntették a gólyák megölését. Thesszáliában törvény védte, mivel kígyót eszik, és feltehetően ő Vergiliusnál a fehér madár, bár vannak, akik szerint kígyászölyvről (Circaetus gallicus) van szó. A római szerzők szerint a gólyák tavaszi eljövetele figyelmezteti a földműveseket arra, hogy kapálják meg a szőlőt.
Az iszlámban a gólya szent, mivel minden évben megteszi a mekkai zarándokutat. A ragadozó madarakkal együtt étkezési tilalom alatt áll. Mivel a törökök tisztelték, a görögök a törökök kiűzése után sokat megöltek.
A madarak vándorlásának kutatása a gólyával kezdődött. Német nyelvterületeken néhány gólyában afrikai nyilakat találtak, ezek voltak a nyílgólyák (Pfeilstorch). A legismertebb nyílgólyát 1822 nyarán találták a mecklenburgi Klütz városban. Jelenleg a díszes afrikai nyíllal kitömve látható a Rostock Egyetemen.
Ha az ember nem bántja őket, akkor a gólyák nem félnek tőle, és Európában gyakran épületek tetején fészkelnek. Németországban a gólyafészeknek tűzvész ellen védő hatást tulajdonítottak. 1007-ben villám csapott az épülő Straßburger Münster katedrálisba, és a munkások mindaddig szüneteltették az építkezést, amíg egy gólyapár fészket nem épített az állványzatra. Mivel úgy hitték, hogy olyan lelkük van, mint az embernek, ezért védelem alatt állt. A német és a holland házakat úgy építették, hogy jó fészkelőhelyet kínáljanak a gólyáknak; ezt sokszor magas emelvényekkel biztosították, hogy a gólyák szerencsét hozzanak a házra. A lengyelek, a litvánok és az ukránok szerint a gólyák harmóniát hoznak arra a házra, amin fészkelnek. Kelet-Európában úgy tartották, hogy ha a faluban sok a gólya, akkor az jó aratásra számíthat. Továbbá időjósként is számon tartották: ha sokat mozgolódik, akkor rossz idő várható; ha fél lábon áll, akkor hideg lesz; ha kelepel, akkor napsütésre lehet számítani.

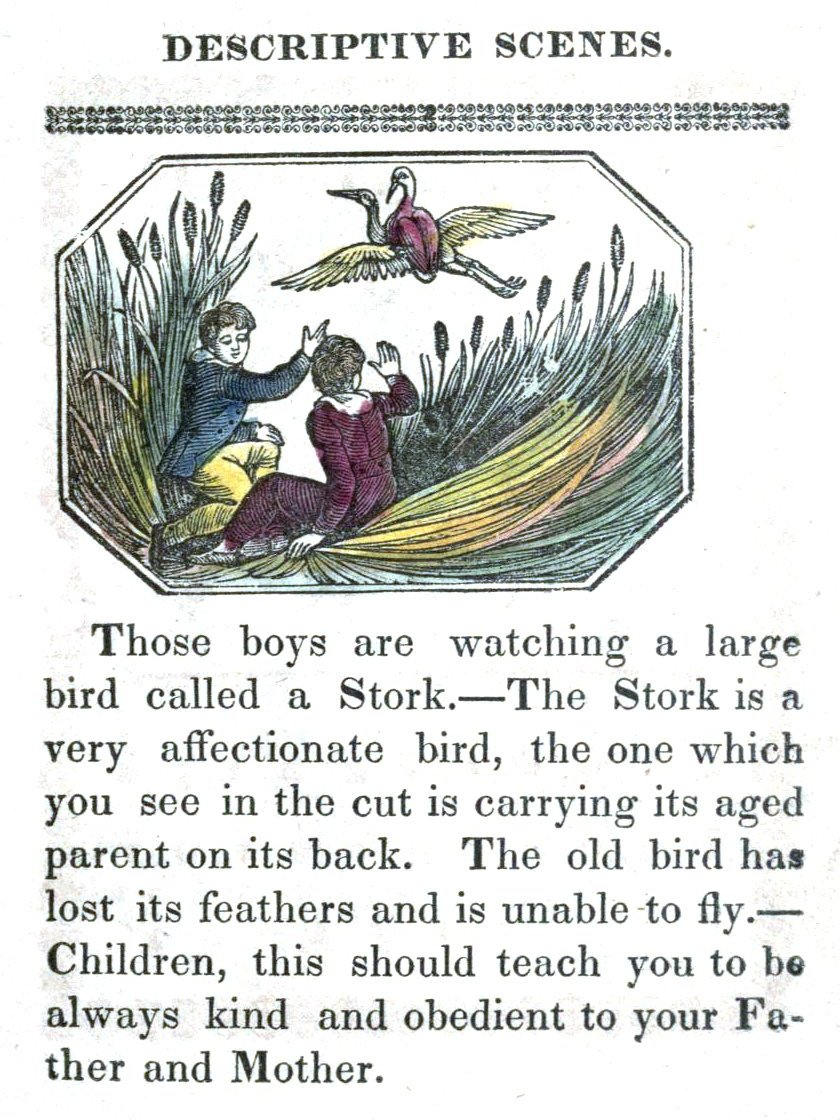
A gólya feltételezett gyermeki erényei

A fehér gólya népszerű a bélyegeken, és több mint 60 ország 120 bélyegén szerepel.
Litvánia nemzeti madara, és a hannoveri világkiállítás lengyel kabalafigurája volt 2000-ben.
A 19. században voltak, akik azt hitték, hogy a gólya csak a köztársaságokban él, ezért a szabadságot is jelentette.
A lengyel Cyprian Kamil Norwid is megemlíti a gólyát a Moja piosnka (II) (Énekem) versében.
Tompa Mihály így ír róla:
Megenyhült a lég, vídul a határ, S te ujra itt vagy, jó gólya-madár!
Arany János A rab gólya című versében használja fel a levágott szárnyú gólyamadár hasonlatát saját életének és költői útjának megjelenítéséhez.
A heraldikában is kedvelt. Sok címeren látható, néha kígyóval a csőrében, mint a Cicogna de Venecio család vagy Hága címerében.
A gólyáról növényeket is elneveztek, mint a gólyaorrfélék (Geraniaceae) és a gólyaorrvirágúak (Geraniales). A muskátlik tudományos nevükben hordozzák a gólya görög megfelelőjét (Pelargonio). 
Fekete István Kele című regénye egy megsebesült, és emiatt Magyarországon áttelelő fehér gólyáról szól.

### A hagyományokban
Úgy tartják, hogy a gólyák bírósági tárgyalásokat tartanak, és az ítéletet végre is hajtják. Továbbá, hogy a szülők megölik a leggyengébb fiókát, ha túl gyengének találják a vándorútra. Megfigyelték, hogy vándorlás előtt nagy számban gyűlnek össze a levegőben és a talajon egyaránt.
Spanyolországban a kelepelést gazpachofőzésnek mondják, mivel ez a hang arra hasonlít, amikor a szakács az összetevőket a faedénybe önti. Néhányan úgy vélik, hogy a gólyák és az íbiszek előbb végeztek bélmosást, mint az ember, ugyanis hosszú csőrükkel vizet tudnak önteni a kloakájukba, és így kiöblíteni.
Emberközelisége miatt országok, területek, városok hivatalos vagy nem hivatalos jelképévé vált. Közéjük tartozik Hága, Elzász, Dánia, Lengyelország, Fehéroroszország és Extremadura.

### Gólyamese

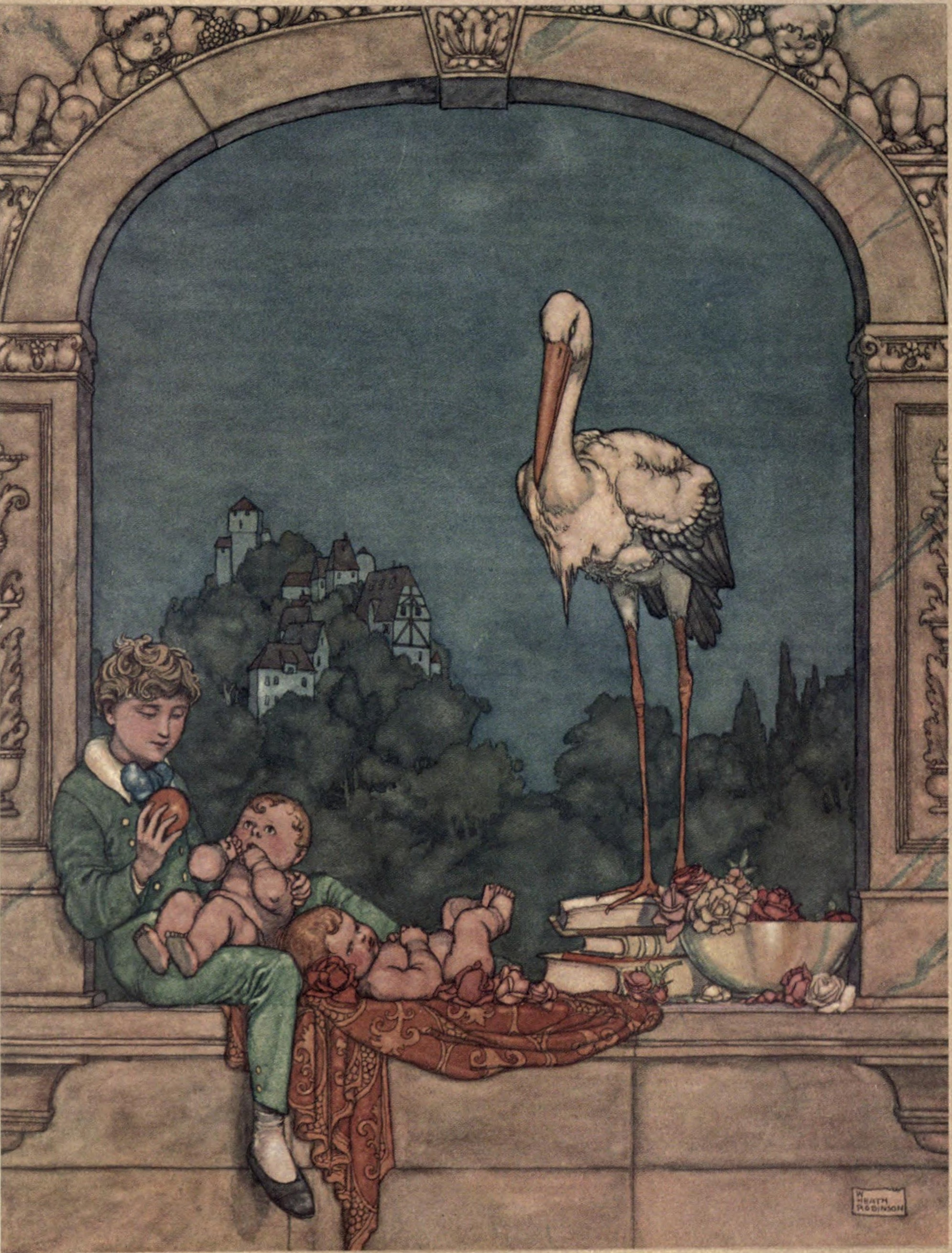
Hans Christian Andersen A Gólyák című meséjének illusztrációja

A "gólyamese" az emberi születés valódi körülményeinek a gyermekek előtti eltitkolására szolgál, ebben a mesében a gyermekek számára a születést egy kitalált történettel helyettesítik, amely szerint az újszülöttet a gólya hozza. A néprajztudomány sok-sok hiedelmet feltérképezett már a gyermek megszületésével kapcsolatban, a különböző népek természetesen nemcsak a gólyamesét találták ki. A kutatók és történészek általában egyetértenek abban, hogy Európa északi részén keletkezett a gólyamese története. Legalább a középkorig vezethető vissza a hiedelem eredete, amikor még a pogány korban a párok az évenkénti nyári napforduló idején házasodtak, mert a nyár a termékenységhez kapcsolódott. Ezt követően kezdték meg a gólyák a szokásos éves vándorlásukat, egész Európából az afrikai kontinensre repülve. A madarak a következő év tavaszán tértek vissza – pontosan kilenc hónappal később.
Azt is feltételezik azonban, hogy az ősi múltban található az eredete. Rachel Warren Chadd, a „Madarak: mítosz, tudomány és legenda" (eredeti címén Birds: Myth, Lore and Legend) című tanulmánya szerint, a csőrében babákat szállító madár ugyanis több kultúra, Európa, Amerika, Észak-Afrika, és a Közel-Kelet népművészetében is megjelent. A görög mitológiában Zeusz felesége Héra a házasság védnöke, a gyermekáldás védelmezője, nagy fehér madárrá változtatta riválisát Geranát, aki azonban bosszút állt és elrabolta Héra gyermekeit. Az ókori görögök Gerana istennőt ábrázolták gólyaszerű madárként (Gerana az isteneknél is többre tartotta magát, s ezért büntetésből madár (daru) lett belőle), ahogyan a kék eget átszelve, egy Hérától elrabolt csecsemőt visz a csőrében.
A gólya az ember közelében él és a hiedelmet, amely nagyon régi, sokféleképpen ismerik. Hans Christian Andersen meseíró tette népszerűvé A gólyák című meséjével. A német hagyomány szerint a kisbabákat köveken vagy mocsarakban találják, és kosárban viszik a hátukon, vagy a csőrükben tartva. Ezeket a köveket adebarsteinnek, gólyakőnek nevezik. Ha a szülők új gyereket szeretnének, akkor az ablakba tett édességgel csalogatják a gólyát. Innen terjedt el a gólya hozza a kisbabát mese az egész világon.

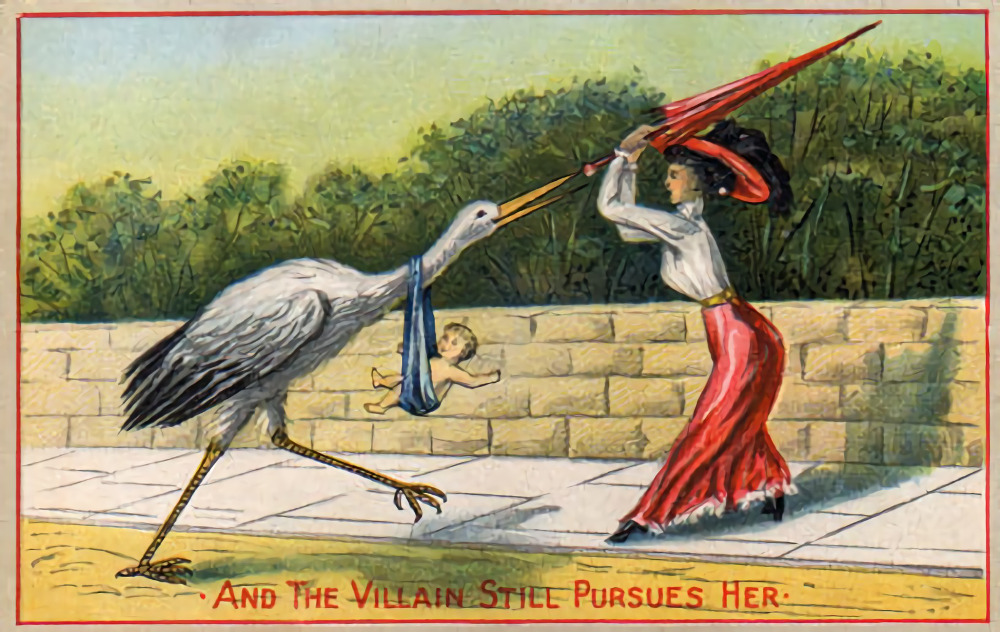
Humoros rajz a 20. század kezdetéről. A képen látható nő esernyővel kergeti el a gólyát, aki kisbabát hoz neki

A szláv vallásban tavasszal és nyáron gólyák hozzák a még meg nem született lelkeket Irijből a földre. Ez több szláv ország mai népi kultúrájában folytatódik a gólya hozza a kisbabát mesében. A szlávok szerint a gólyák szerencsét hoznak, és megölésük balszerencsét okoz. A statisztikában a gólyafészkek és a születések közötti korrelációval szemléltetik, hogy a korreláció még nem jelent ok-okozati kapcsolatot. Az afroamerikai gyerekeknek azt szokták mesélni, hogy a fehér gyerekeket a gólya hozza, a néger gyerekek pedig ölyvtojásokból kelnek ki.

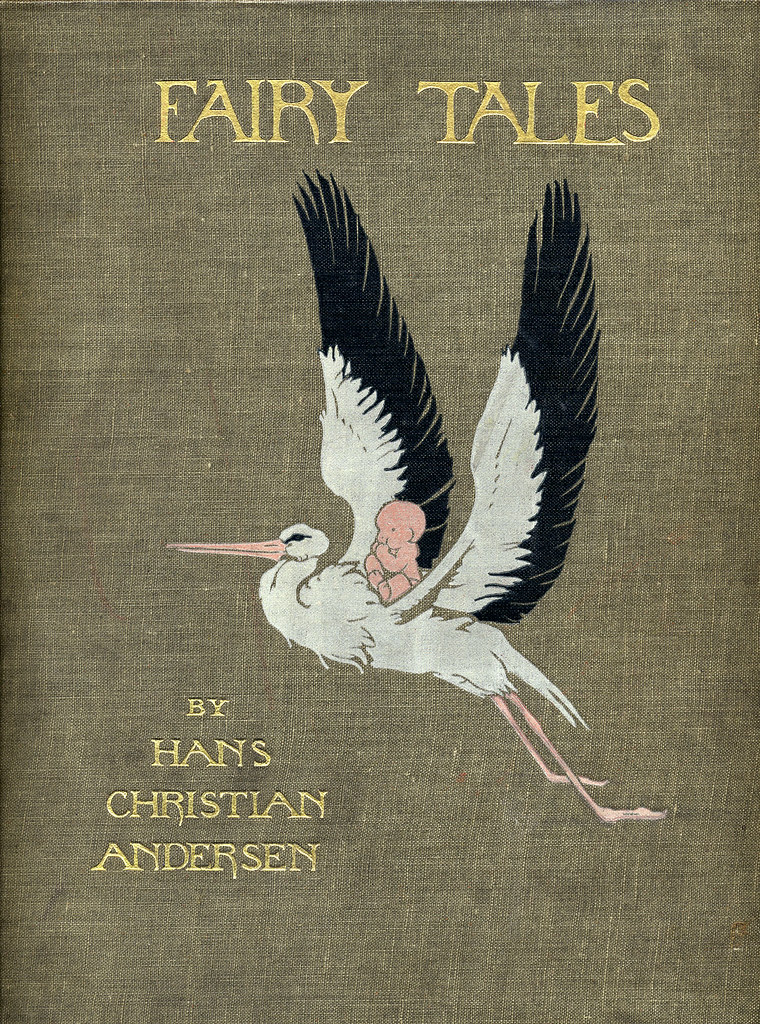
Andersen: Fairy Tales, könyvborító, 1926

Marvin Margolis pszichoanalitikus szerint a mítosz azért maradhatott fenn ilyen sokáig, hogy a szülők elkerüljék, hogy a szexről és a nemzésről kelljen beszélniük a gyerekeikkel, és eközben kellemetlenül érezzék magukat. A gólyamese legendájának anya szimbólumait, isteni szereplőit, a görög-római pogány istennőket Hérát, a rómaiaknál Iunót, a keresztények a Szentlélekkel helyettesítették, mivel a gólya magasan, a föld és a menny között repül, a tollazata nagyrészt hófehér, és elég nagy ahhoz, hogy elbírjon egy kisbabát. Sigmund Freud és Carl Jung tanulmányozta a mese és a gyerekek belső világa közötti kapcsolatot. Jung emlékezett arra, hogy ezt mesélték neki a húga születéséről. A gólyamese hagyományos szimbólumát, a csecsemőt csőrében szállító gólya képét felhasználják pelenkák csomagolóanyagának illusztrálására és üdvözlőlapok készítéséhez is.
A mesének negatív aspektusai is vannak. Egy lengyel mese szerint Isten fehérnek teremtette a gólyát, míg az ördög befeketítette a szárnyát, ami a jót és a rosszat szimbolizálja. Németországban a fogyatékos és a halva született babákat azzal magyarázzák, a gólya leejtette a babát, hogy így álljon bosszút az emberek gólyákkal szemben elkövetett bűneiért. A szülés időpontja körül betegen fekvő anyáról azt szokták mondani, hogy megharapta a gólya. A középkori Angliában a házasságtöréssel hozták kapcsolatba, talán a párzási szertartása miatt. Pózolását és tollászkodását a vággyal és az önkielégítéssel hozták összefüggésbe.